# Revolução Francesa
Revolução Francesa (em francês: Révolution française) foi um período, entre 1789 e 1799, de intensa agitação política e social na França, que teve um impacto duradouro na história do país e, mais amplamente, em todo o continente europeu. A monarquia absolutista que tinha governado a nação durante séculos entrou em colapso em apenas três anos. A sociedade francesa passou por uma transformação épica, quando privilégios feudais, aristocráticos e religiosos evaporaram-se sob um ataque sustentado de grupos políticos radicais, das massas nas ruas e de camponeses na região rural do país. Antigos ideais da tradição e da hierarquia de monarcas, aristocratas e da Igreja Católica foram abruptamente derrubados pelos novos princípios de Liberté, Égalité, Fraternité (em português:  liberdade, igualdade e fraternidade). As casas reais da Europa ficaram aterrorizadas com a revolução e iniciaram um movimento contrário que, até 1814, tinha restaurado a antiga monarquia, mas muitas reformas importantes tornaram-se permanentes. O mesmo aconteceu com os antagonismos entre os partidários e inimigos da revolução, que lutaram politicamente ao longo dos próximos dois séculos.
Em meio a uma crise fiscal, o povo francês estava cada vez mais irritado com a incompetência do rei Luís XVI e com a indiferença contínua e a decadência da aristocracia do país. Esse ressentimento, aliado aos cada vez mais populares ideais iluministas, alimentaram sentimentos radicais e a revolução começou em 1789, com a convocação dos Estados Gerais em maio. O primeiro ano da revolução foi marcado pela proclamação, por membros do Terceiro Estado, do Juramento do Jogo da Péla em junho, pela Tomada da Bastilha em julho, pela aprovação da Declaração dos Direitos do Homem e do Cidadão em agosto e por uma épica marcha sobre Versalhes, que obrigou a corte real a voltar para Paris em outubro. Os anos seguintes foram dominados por lutas entre várias assembleias liberais e de direita feitas por apoiantes da monarquia no sentido de travar grandes reformas no país.
A Primeira República Francesa foi proclamada em setembro de 1792 e o rei Luís XVI foi executado no ano seguinte. As ameaças externas moldaram o curso da revolução. As guerras revolucionárias francesas começaram em 1792 e, finalmente, apresentaram espetaculares vitórias que facilitaram a conquista da Península Itálica, dos Países Baixos e da maioria dos territórios a oeste do Reno pela França, feitos que os governos franceses anteriores nunca conseguiram realizar ao longo de séculos. Internamente, os sentimentos populares radicalizaram a revolução significativamente, culminando com a ascensão de Maximilien Robespierre, dos jacobinos e de uma ditadura virtual imposta pelo Comitê de Salvação Pública, que estabeleceu o chamado Reino de Terror entre 1793 e 1794, período no qual entre 16 mil e 40 mil pessoas foram mortas. Após a queda dos jacobinos e a execução de Robespierre, o Diretório assumiu o controle do Estado francês em 1795 e manteve o poder até 1799, quando foi substituído pelo Consulado, sob o comando de Napoleão Bonaparte.
A era moderna tem-se desdobrado na sombra dos ideais conquistados pela Revolução Francesa. O crescimento das repúblicas e das democracias liberais ao redor do mundo, a difusão do secularismo, o desenvolvimento das ideologias modernas e a invenção da guerra total tiveram o seu nascimento durante a revolução. Eventos subsequentes que podem ser rastreados com a revolução incluem as Guerras Napoleônicas, duas restaurações separadas da monarquia (a primeira em 1814 e a segunda, a Restauração Bourbon, em 1815), e duas revoluções adicionais (1830 e 1848) ajudaram a moldar a França moderna.

## Causas

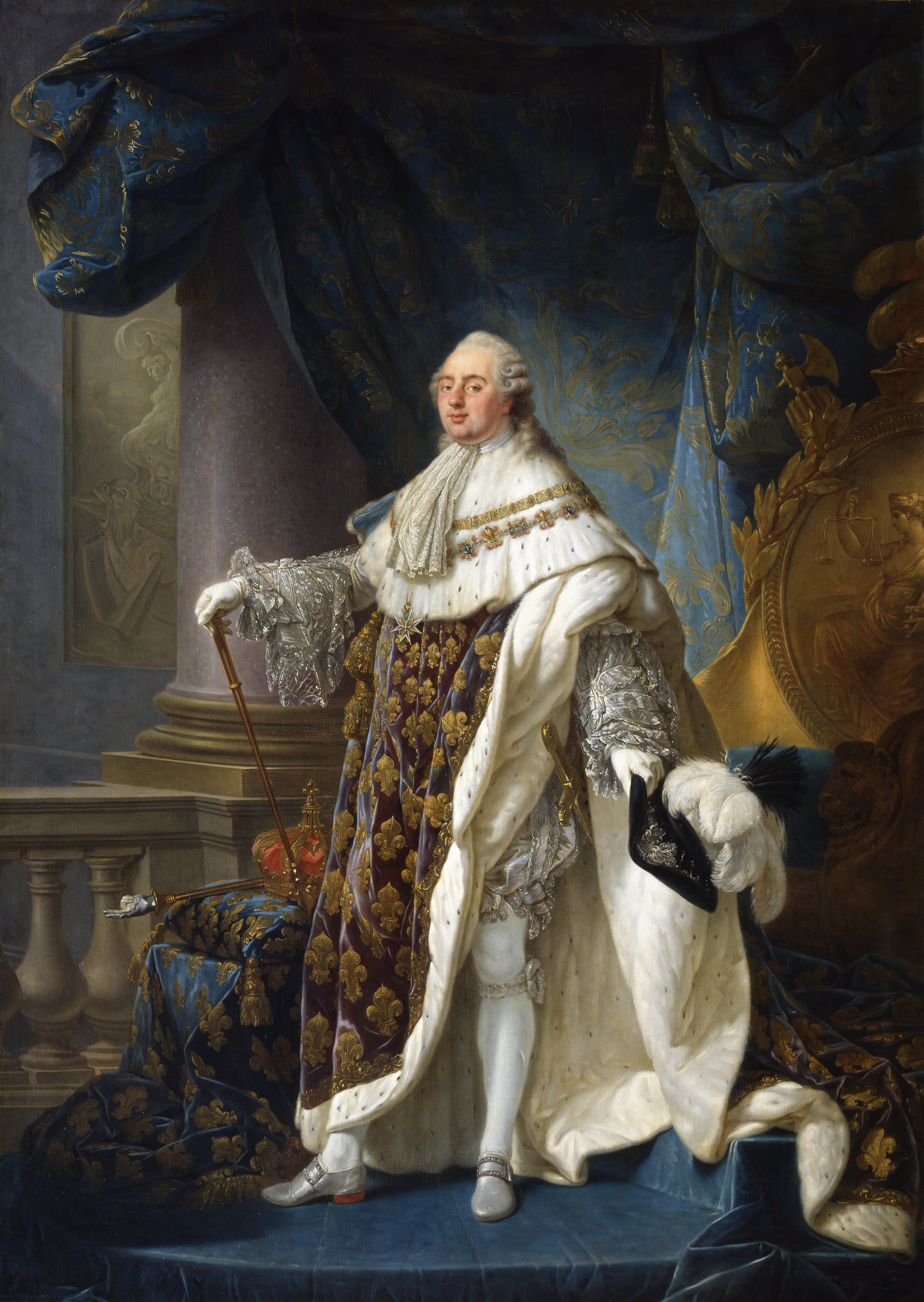
O governo francês enfrentou crises fiscais na década de 1780, pelas quais o rei foi considerado culpado pela população.

Os historiadores apontaram muitos eventos e fatores no Antigo Regime que levaram à Revolução. O aumento da desigualdade social e econômica, as novas ideias políticas emergentes do iluminismo, a má gestão econômica, os fatores ambientais que levaram ao fracasso agrícola, a dívida nacional incontrolável e a má gestão política por parte do rei Luís XVI foram citados como fatores que formaram as bases para a Revolução.
Ao longo do século XVIII, emergiu o que o filósofo Jürgen Habermas chamou de "esfera pública" na França e em outros lugares da Europa. Habermas argumentou que o modelo cultural dominante na França do século XVII era uma cultura "representativa", baseada em uma necessidade unilateral de "representar" o poder com um lado ativo e o outro passivo. Um exemplo perfeito seria o Palácio de Versalhes, que deveria abalar os sentidos do visitante e convencer a grandeza do estado francês e Luís XIV. A partir do início do século XVIII, se viu a aparição da "esfera pública", que era "crítica" na medida em que ambos os lados estavam ativos. Exemplos da "esfera pública" incluíam jornais, lojas maçônicas, cafés e clubes de leitura onde as pessoas, pessoalmente ou virtualmente, através da palavra impressa, debatiam e discutiam questões. Na França, o surgimento da "esfera pública" fora do controle do Estado viu a mudança de Versalhes para Paris como a capital cultural da França. Da mesma forma, no século XVII, era o tribunal que decidia o que era culturalmente bom e o que não era; no século XVIII, a opinião do tribunal importava menos e eram os consumidores que se tornaram os árbitros do gosto cultural. Na década de 1750, durante a "Querelle des Bouffons" sobre a questão da qualidade da música italiana versus a francesa, os partidários de ambos os lados apelaram para o público francês "porque ele tem o direito de decidir se um trabalho será preservado para posteridade ou será usado por mercearias como papel de embrulho". Em 1782, Louis-Sébastien Mercier escreveu: "A palavra tribunal já não inspira repulsa entre nós como na época de Luís XIV. As opiniões reinantes já não são recebidas do tribunal, já não decide sobre reputações de qualquer tipo … os julgamentos da corte são contraordenados, diz-se abertamente que não entende nada, não tem ideias sobre o assunto e não pode ter nenhum". Inevitavelmente, a crença de que a opinião pública tinha o direito de decidir sobre questões culturais em vez de apelar ao tribunal fez com que o público também passasse a ter uma opinião sobre questões políticas.
A economia do Antigo Regime durante os anos anteriores à Revolução sofria de instabilidade; pequenas colheitas que duraram vários anos e um sistema de transporte inadequado contribuíram para tornar os alimentos mais caros. A sequência de eventos que levaram à Revolução incluiu os problemas fiscais do governo nacional causados por um sistema tributário ineficiente e os custos de várias grandes guerras. A tentativa de desafiar o poder comercial e naval britânico na Guerra dos Sete Anos foi um desastre caro, com a perda das possessões coloniais da França na América do Norte continental e a destruição da Marinha Francesa. As forças francesas foram reconstruídas e, por se sentir amargo por ter perdido muitas das colônias ultramarinas da França para o Império Britânico durante a Guerra dos Sete Anos, Luís XVI estava ansioso para dar, aos rebeldes americanos, apoio financeiro e militar. Após a rendição britânica na Batalha de Saratoga, os franceses enviaram 10 000 soldados e milhões de dólares aos rebeldes. Apesar de ter conseguido independência para as Treze Colônias, a França estava severamente endividada pela Guerra Revolucionária Americana. O sistema financeiro ineficaz e antiquado da França não poderia financiar essa dívida. Diante de uma crise financeira, o rei chamou um Estado Geral, recomendado pela Assembleia dos Notáveis em 1787 pela primeira vez em mais de um século.
A França sofreu uma depressão econômica tão grave que não havia comida suficiente para a população. Tal como acontece com a maioria das monarquias, a classe alta sempre estava segura de uma vida estável e, enquanto os ricos permaneciam muito ricos, a maioria da população francesa estava morrendo de fome. Muitos estavam tão indignados por não poder alimentar suas famílias que recorreram ao roubo ou à prostituição para se manterem vivos. Enquanto isso, a corte real em Versalhes estava isolada e indiferente à crise crescente na nação. Embora, em teoria, o rei Luís XVI fosse um monarca absoluto, na prática, ele era frequentemente indecente e conhecido por recuar quando confrontado com forte oposição. Embora ele tenha reduzido as despesas do governo, os opositores nos parlamentos frustraram suas tentativas de implementar reformas muito necessárias. O Iluminismo produziu muitos escritores, panfletos e editores que poderiam informar ou inflamar a opinião pública. A oposição usou esse recurso para mobilizar a opinião pública contra a monarquia, que por sua vez tentou reprimir a literatura subterrânea.
Muitos outros fatores envolveram ressentimentos e aspirações pelo surgimento dos ideais do Iluminismo. Isto incluiu ressentimento com o absolutismo real; o ressentimento dos camponeses, dos trabalhadores e da burguesia em relação aos privilégios senhoriais tradicionais possuídos pela nobreza; ressentimento da influência da Igreja Católica sobre políticas e instituições públicas; aspirações à liberdade de religião; ressentimento dos bispos aristocráticos pelo clero rural mais pobre; aspirações para a igualdade social, política e econômica e (especialmente à medida que a Revolução progrediu) o republicanismo; o ódio à rainha Maria Antonieta, que foi falsamente acusada de ser gastadora e de ser uma espiã austríaca; e a raiva em relação ao rei por demitir ministros, incluindo o ministro das Finanças, Jacques Necker, que eram vistos popularmente como representantes do povo.
A maçonaria desempenhou um papel importante na Revolução. Originalmente em grande parte apolítica, a Maçonaria foi radicalizada no final do século XVIII pela introdução de princípios que enfatizavam temas de liberdade, igualdade e fraternidade. Praticamente todos os principais participantes da Revolução eram maçons e esses temas se tornaram o slogan amplamente reconhecido da Revolução.
Durante todo o Antigo Regime, a mulher foi considerada incapaz moral e intelectualmente e, logo, precisava viver sob a tutela de um homem. Por esse motivo, as maiores lutas femininas na época eram por direitos civis, cidadania, política e o direito ao divórcio. Mesmo essas sendo frequentes, a participação da mulher foi praticamente ignorada pela historiografia. O maior expoente feminino na literatura da época foi a feminista Olympe de Gouges (1748 – 1793) que sempre se fez presente na luta revolucionária e escreveu em 1791 a Declaração dos Direitos da Mulher e da Cidadã. 

## Antigo Regime

### Crise financeira

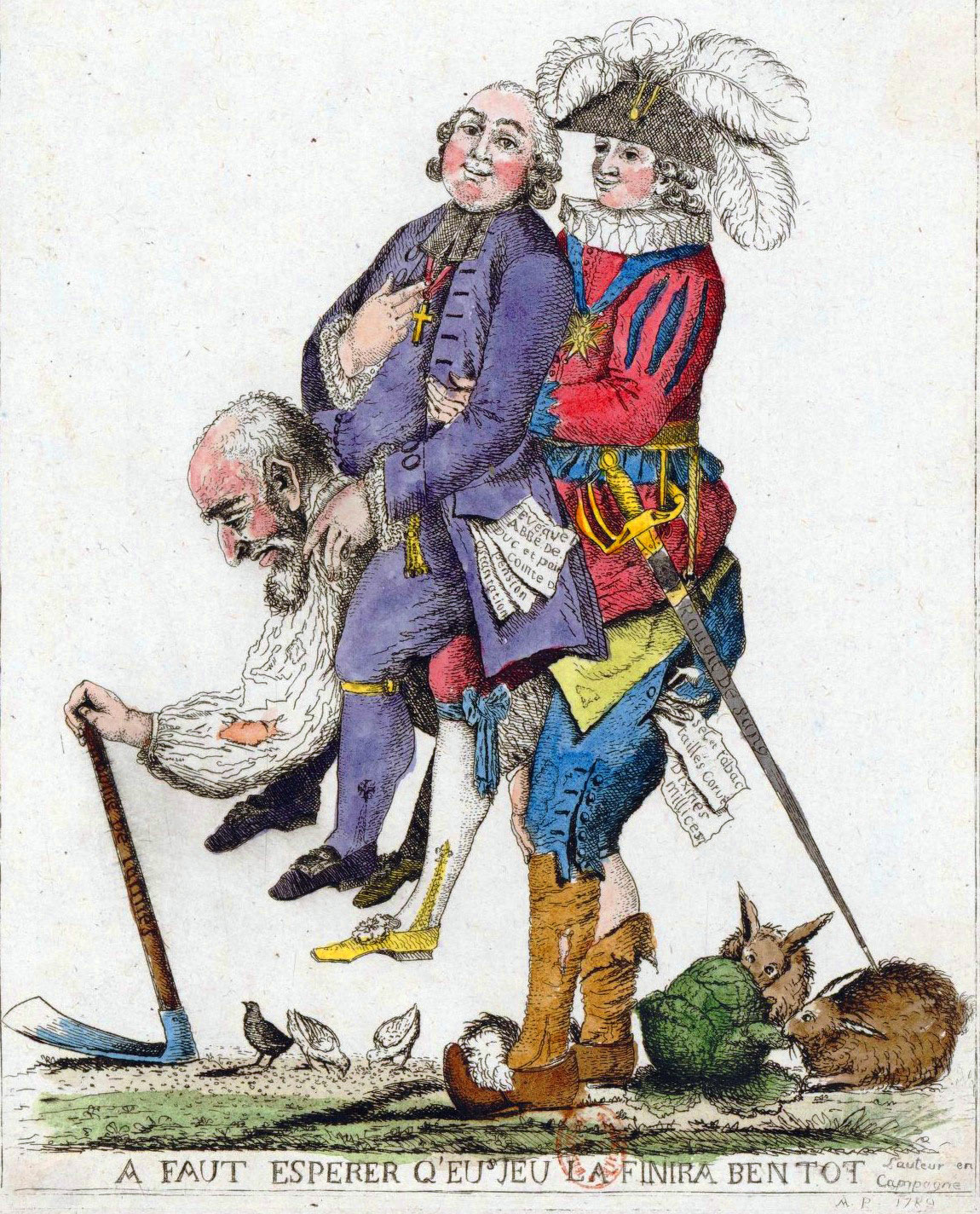
O Terceiro-Estado carregando o Primeiro e o Segundo Estados nas costas.

A causa mais forte de Revolução foi econômica, já que as causas sociais, como de costume, não conseguem ser ouvidas por si sós. Os historiadores sugerem o ano de 1789 como o início da Revolução Francesa. Mas esta, por uma das "ironias" da história, começou dois anos antes, com uma reação dos notáveis franceses — clérigos e nobres — contra o absolutismo, tendo sido inspirada em ideias iluministas, e se pretendia reformar e para isso buscava limitar seus privilégios. Luís XVI convocou a nobreza e o clero para contribuírem no pagamento de impostos, na altamente aristocrática Assembleia dos Notáveis (1787).
No meio do caos econômico e do descontentamento geral, Luís XVI não conseguiu promover reformas tributárias, impedido pela nobreza e pelo clero, que não "queriam dar os anéis para salvar os dedos". Não percebendo que seus privilégios dependiam do Absolutismo, os notáveis pediram ajuda à burguesia para lutar contra o poder real — era a Revolta da Aristocracia ou dos Notáveis (1787–1789). Eles iniciaram a revolta ao exigir a convocação dos Estados Gerais para votar o projeto de reformas.
Por sugestão do Ministro dos assuntos econômicos à época, Jacques Necker, o rei Luís XVI convocou a Assembleia dos Estados Gerais, instituição que não era reunida desde 1614. Os Estados Gerais reuniram-se em maio de 1789 no Palácio de Versalhes, com o objetivo de acalmar uma revolução de que já falava a burguesia. As causas econômicas também eram estruturais. As riquezas eram mal distribuídas, há um endividamento forte do Estado; a crise produtiva manufatureira estava ligada ao sistema corporativo, que fixava quantidade e condições de produtividade. Isso descontentou a burguesia.
Outro fator econômico foi a crise agrícola, que ocorreu graças ao aumento populacional. Entre 1715 e 1789, a população francesa cresceu consideravelmente, entre 8 e 9 milhões de habitantes. Como a quantidade de alimentos produzida era insuficiente e as geadas abatiam a produção alimentícia, o fantasma da fome pairou sobre os franceses.

### Assembleia dos Estados Gerais de 1789
A sociedade francesa da segunda metade do século XVIII possuía dois grupos muito privilegiados: o Clero ou Primeiro Estado, composto pelo Alto Clero, que representava 0,5% da população francesa, era identificado com a nobreza e negava reformas, e pelo Baixo Clero, identificado com o povo, e que as reclamava; a Nobreza, ou Segundo Estado, composta por uma camada palaciana ou cortesã, que sobrevivia à custa do Estado, por uma camada provincial, que se mantinha com as rendas dos feudos, e uma camada chamada Nobreza Togada, em que alguns juízes e altos funcionários burgueses adquiriram os seus títulos e cargos, transmissíveis aos herdeiros. Aproximava-se de 1,5% dos habitantes. Esses dois grupos (ou Estados) oprimiam e exploravam o Terceiro Estado, constituído por burgueses, camponeses sem terra e os "sans-culottes", uma camada heterogênea composta por artesãos, aprendizes e proletários, que tinham este nome graças às calças simples que usavam, diferentes dos tecidos caros utilizados pelos nobres. Os impostos e contribuições para o Estado, o clero e a nobreza incidiam sobre o Terceiro Estado, uma vez que os dois últimos não só tinham isenção tributária como ainda usufruíam do tesouro real por meio de pensões e cargos públicos.

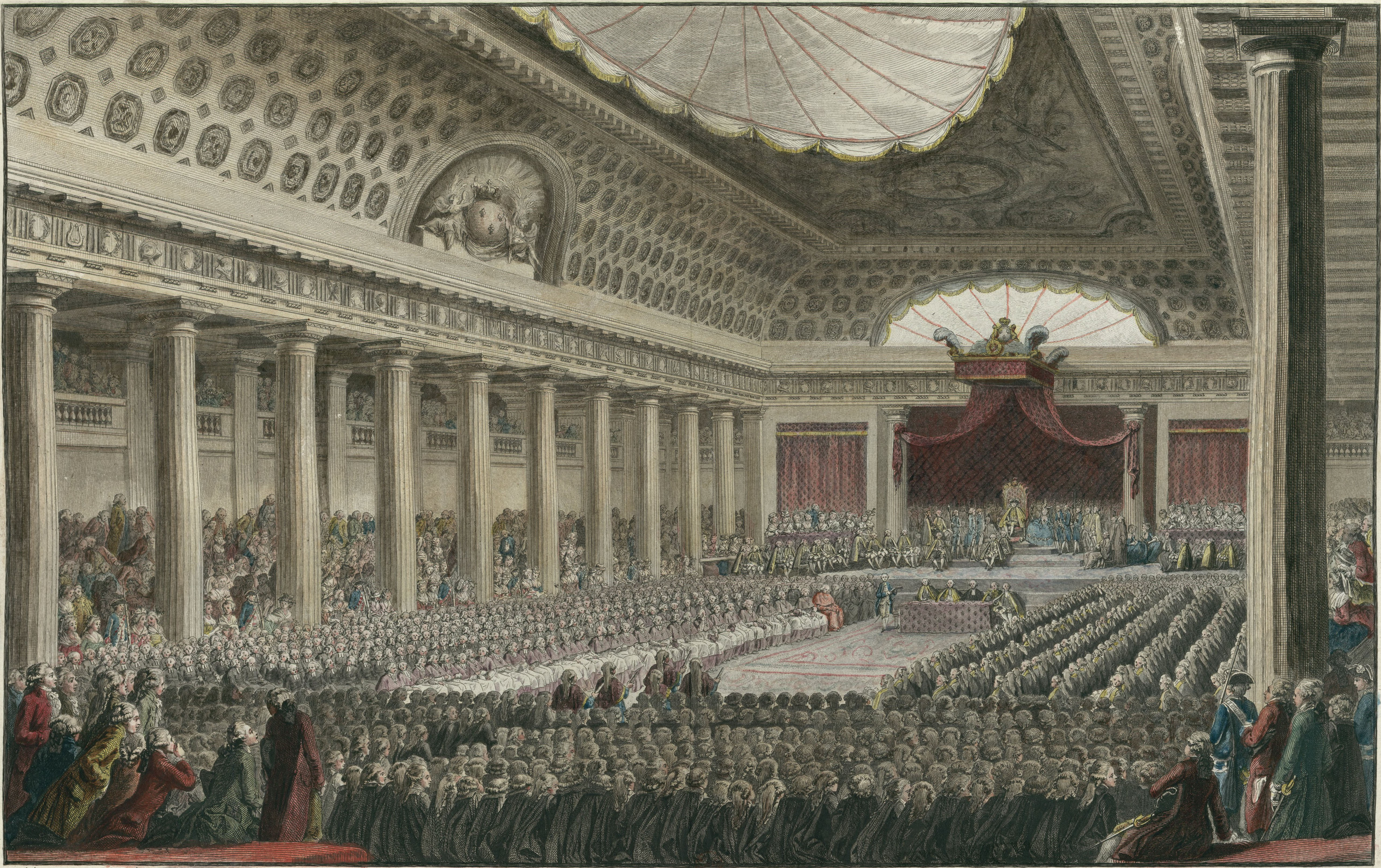
O encontro da Assembleia dos Estados Gerais em 5 de maio de 1789 em Versalhes.

A França ainda tinha grandes características feudais: 80% de sua economia era agrícola. Quando uma grande escassez de alimentos ocorreu devido a uma onda de frio na região, a população foi obrigada a mudar-se para as cidades e lá, nas fábricas, era constantemente explorada e a cada ano tornava-se mais miserável. Vivia à base de pão preto e em casas de péssimas condições, sem saneamento básico e vulneráveis a muitas doenças. A reavaliação das bases jurídicas do Antigo Regime foi montada à luz do pensamento Iluminista, representado por Voltaire, Diderot, Montesquieu, John Locke, Immanuel Kant, etc. Eles forneceram pensamentos para criticar as estruturas políticas e sociais absolutistas e sugeriram a ideia de uma maneira de conduzir liberal burguesa. A situação social era tão grave e o nível de insatisfação popular tão grande que o povo foi às ruas com o objetivo de tomar o poder e arrancar do governo a monarquia comandada pelo rei Luís XVI. O primeiro alvo dos revolucionários foi a Bastilha. A Queda da Bastilha em 14 de Julho de 1789 marca, segundo alguns autores, o início do processo revolucionário, pois a prisão política era o símbolo da monarquia francesa.
Em fevereiro de 1787, o ministro das finanças, Loménie de Brienne, submeteu a uma Assembleia de Notáveis, escolhidos de entre a nobreza, clero, burguesia e burocracia, um projeto que incluía o lançamento de um novo imposto sobre a propriedade da nobreza e do clero. Esta Assembleia não aprovou o novo imposto, pedindo que o rei Luís XVI convocasse os Estados-Gerais. Em 8 de agosto, o rei concordou, convocando os Estados Gerais para maio de 1789. Fazendo parte dos trabalhos preparatórios da reunião dos Estados Gerais, começaram a ser escritos os tradicionais cahiers de doléances, onde se registraram as queixas das três ordens. O Parlamento de Paris proclama então que os Estados Gerais deveriam se reunir de acordo com as regras observadas na sua última reunião, em 1614. Aproveitando a lembrança, o Clube dos Trinta começa imediatamente a lançar panfletos defendendo o voto individual inorgânico — "um homem, um voto" — e a duplicação dos representantes do Terceiro Estado. Várias reuniões de Assembleias provinciais, como em Grenoble, já o haviam feito. Jacques Necker, de novo ministro das finanças, manifesta a sua concordância com a duplicação dos representantes do Terceiro Estado, deixando para as reuniões dos Estados a decisão quanto ao modo de votação — orgânico (pelas ordens) ou inorgânico (por cabeça). Serão eleitos 291 deputados para a reunião do Primeiro Estado (Clero), 270 para a do Segundo Estado (Nobreza), e 578 deputados para a reunião do Terceiro Estado (burguesia e pequenos proprietários). Entretanto, multiplicam-se os panfletos, surgindo nobres como o conde d'Antraigues, e clérigos como o bispo Sieyès, a defender que o Terceiro estado era todo o Estado. Escrevia o bispo Sieyès, em janeiro de 1779: “O que é o terceiro estado? Tudo. O que é que tem sido até agora na ordem política? Nada. O que é que pede? Tornar-se alguma coisa”.

### Assembleia Nacional (1789)

Juramento do Jogo da Péla ou juramento da quadra de tênis.

A classe média foi a única que abriu as chamas da revolução. Eles estabeleceram a Assembleia Nacional e tentaram pressionar a aristocracia a espalhar seu dinheiro uniformemente entre as classes superior, média e baixa. Em 10 de junho de 1789, Emmanuel Joseph Sieyès disse que o Terceiro Estado, agora reunido como comunas, deveria verificar seus próprios poderes e convidar os outros dois estados a participar, mas não esperar por eles. Eles passaram a fazê-lo dois dias depois, completando o processo em 17 de junho. Então eles votaram uma medida muito mais radical, declarando-se a Assembleia Nacional, uma assembleia não dos Estados, mas "do povo". Eles convidaram as outras ordens para se juntarem a eles, mas deixaram claro que pretendiam conduzir os assuntos da nação com ou sem elas.
Na tentativa de manter o controle do processo e evitar a convocação da Assembleia, Luís XVI ordenou o encerramento da Salle des États, onde a Assembleia se reunia, ao alegar que os carpinteiros precisavam preparar o salão para um discurso real em dois dias. O tempo não permitiu uma reunião ao ar livre e temendo um ataque ordenado por Luís XVI, eles se encontraram em um campo de tênis ao lado de Versalhes, onde eles juravam o Juramento do Jogo da Péla (20 de junho de 1789) sob o qual eles concordaram em não se separar até que a França tivesse uma constituição. A maioria dos representantes do clero logo se juntou a eles, assim como 47 membros da nobreza. Até 27 de junho, a festa real havia entrado abertamente, embora os militares começassem a chegar em grande número em torno de Paris e Versalhes. Mensagens de apoio à Assembleia vieram de Paris e de outras cidades francesas.

## Monarquia Constitucional

### Queda da Bastilha

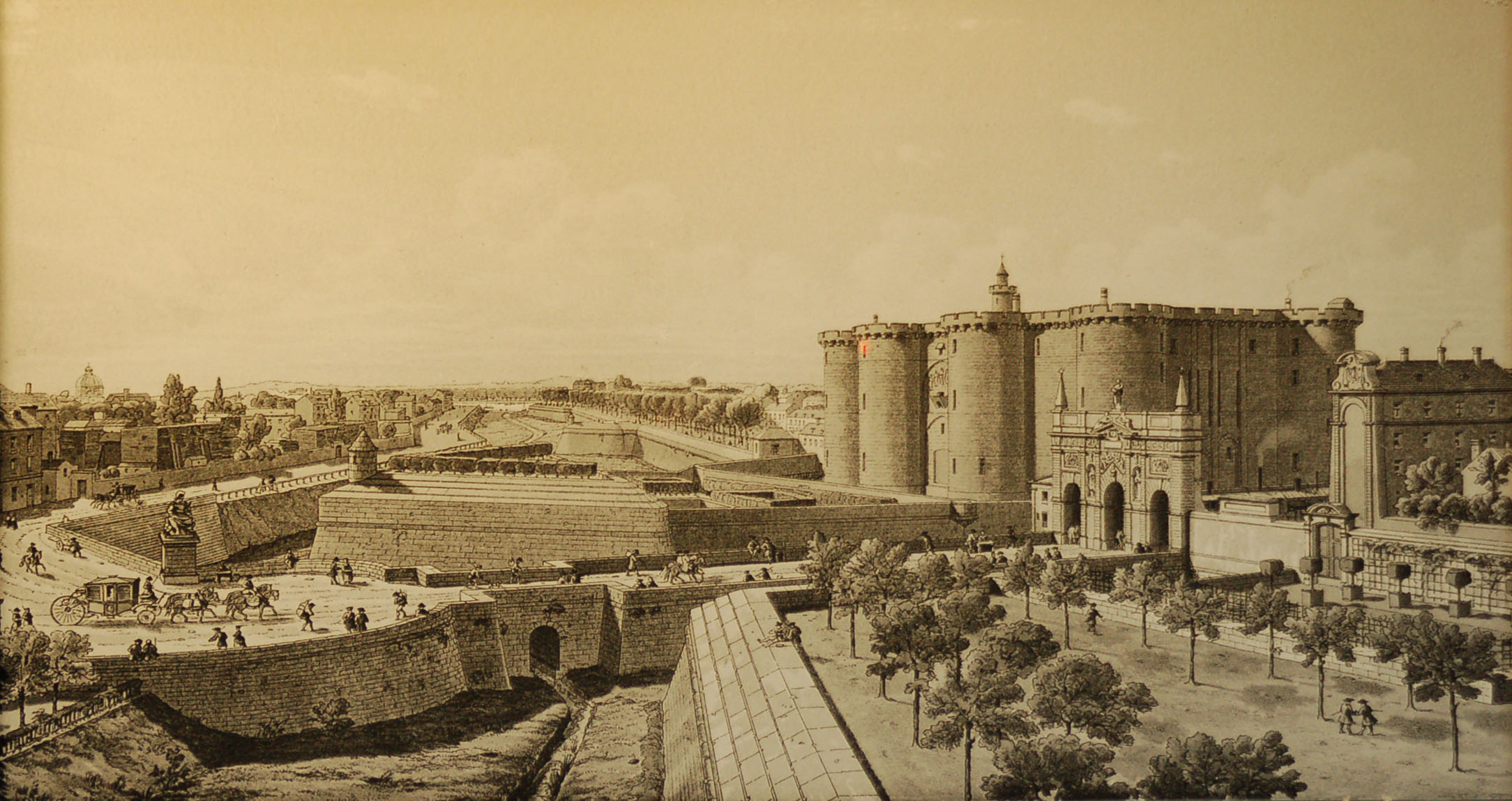
A Bastilha de Paris antes da revolução.

A Tomada da Bastilha, de Jean-Pierre Louis Laurent Houel.

Após a Assembleia Nacional, o rei demitiu o ministro Jacques Necker, conhecido por suas posições reformistas. Em razão disso, a população de Paris se mobilizou e tomou as ruas da cidade. Os ânimos mais exaltados conclamavam todos a tomar as armas. O rei decidiu reagir fechando a Assembleia, mas foi impedido por uma sublevação popular em Paris, reproduzida a seguir em outras cidades e no campo. O Conde de Artois (futuro Carlos X) e outros dirigentes reacionários, defrontados a tais ameaças, fugiram do país, transformando-se no grupo dos émigrés. A burguesia parisiense, temendo que a população da cidade aproveitasse a queda do antigo sistema de governo para recorrer à ação direta, apressou-se a estabelecer um governo provisório local, a Comuna. Este governo popular, em 13 de julho, organizou a Guarda Nacional, uma milícia burguesa para resistir tanto a um possível retorno do rei, quanto a uma eventual mais violenta da população civil, cujo comando coube ao deputado da Assembleia e herói da independência dos Estados Unidos, Marie Joseph Motier, o Marquês de La Fayette. A bandeira dos Bourbons foi substituída por uma de cores vermelha, azul e branca, que passou a ser a bandeira nacional. E, em toda a França, foram constituídas unidades da milícia e governos provisórios.
Enquanto isso, os acontecimentos precipitaram-se e a agitação tomou conta das ruas: em 13 de julho constituíram-se as Milícias de Paris, organizações militares-populares. No dia 14 de julho, populares armados invadiram o Arsenal dos Inválidos, à procura de munições e, em seguida, invadiram a Bastilha, uma fortaleza que fora transformada em prisão política, mas que já não era a terrível prisão de outros tempos. Dentro da prisão, estavam apenas sete condenados: quatro por roubo, dois nobres por comportamento imoral, e um por assassinato. A intenção inicial dos rebeldes ao tomar a Bastilha era se apoderar da pólvora lá armazenada. Caiu assim um dos símbolos do Absolutismo. A Queda da Bastilha causou profunda emoção nas províncias e acelerou a queda dos intendentes. Organizaram-se novas municipalidades e guardas nacionais.
A partir de então, a revolução estendeu-se ao campo, com maior violência: os camponeses saquearam as propriedades feudais, invadiram e queimaram os castelos e cartórios, para destruir os títulos de propriedade das terras (fase do Grande Medo). Temendo o radicalismo, na noite de 4 de agosto, a Assembleia Nacional Constituinte aprovou a abolição dos direitos feudais, gradualmente e mediante amortização, além de as terras da Igreja haverem sido confiscadas. Daí por diante, a igualdade jurídica seria a regra.

### Assembleia Nacional Constituinte

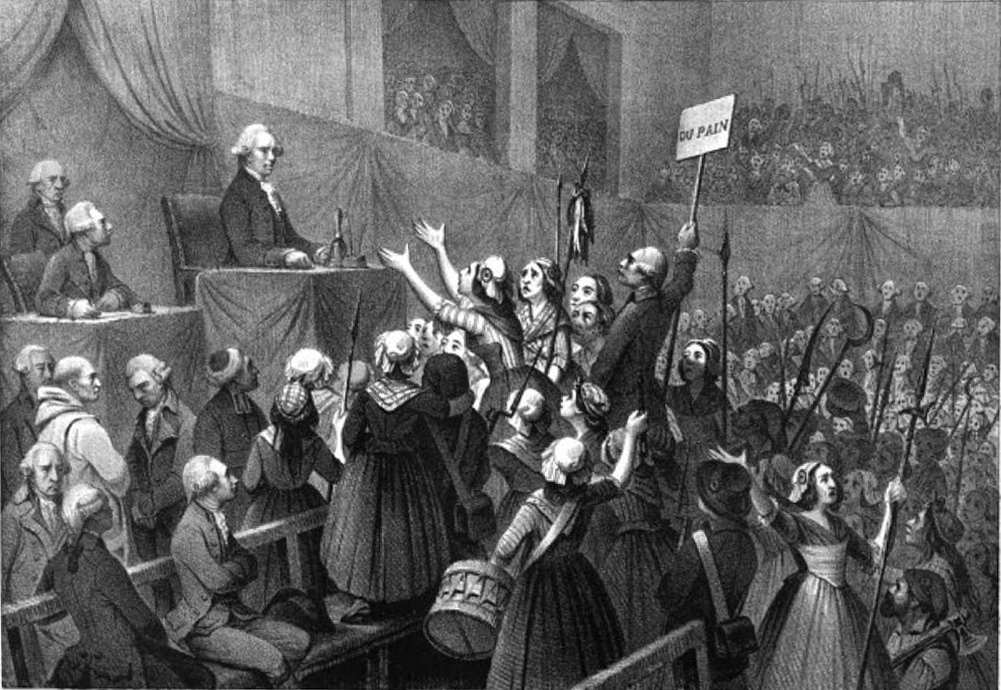
Assembleia Nacional Constituinte Francesa de 1789.

O período da Assembleia Constituinte decorre de 9 de julho de 1789 a 30 de setembro de 1791. As primeiras ações dos revolucionários deram-se quando, em 17 de junho, a reunião do Terceiro Estado se proclamou "Assembleia Nacional" e, pouco depois, "Assembleia Nacional Constituinte". Em 12 de julho, começam os motins em Paris, culminando em 14 de julho com a tomada da prisão da Bastilha, símbolo do poder real e depósito de armas. Sob proposta de dois aristocratas, o visconde de Noailles e do duque de Aiguillon, a Assembleia suprime todos os privilégios das comunidades e das pessoas, as imunidades provinciais e municipais, as banalidades, e os direitos feudais. Pouco depois, aprovava-se a solene "Declaração dos direitos do Homem e do Cidadão", contudo a Declaração dos Direitos da Mulher e da Cidadã, não foi aprovada pela mesma Assembleia e a idealizadora, Olympe de Gouges, foi executada.

#### Fim do feudalismo e ascensão do secularismo

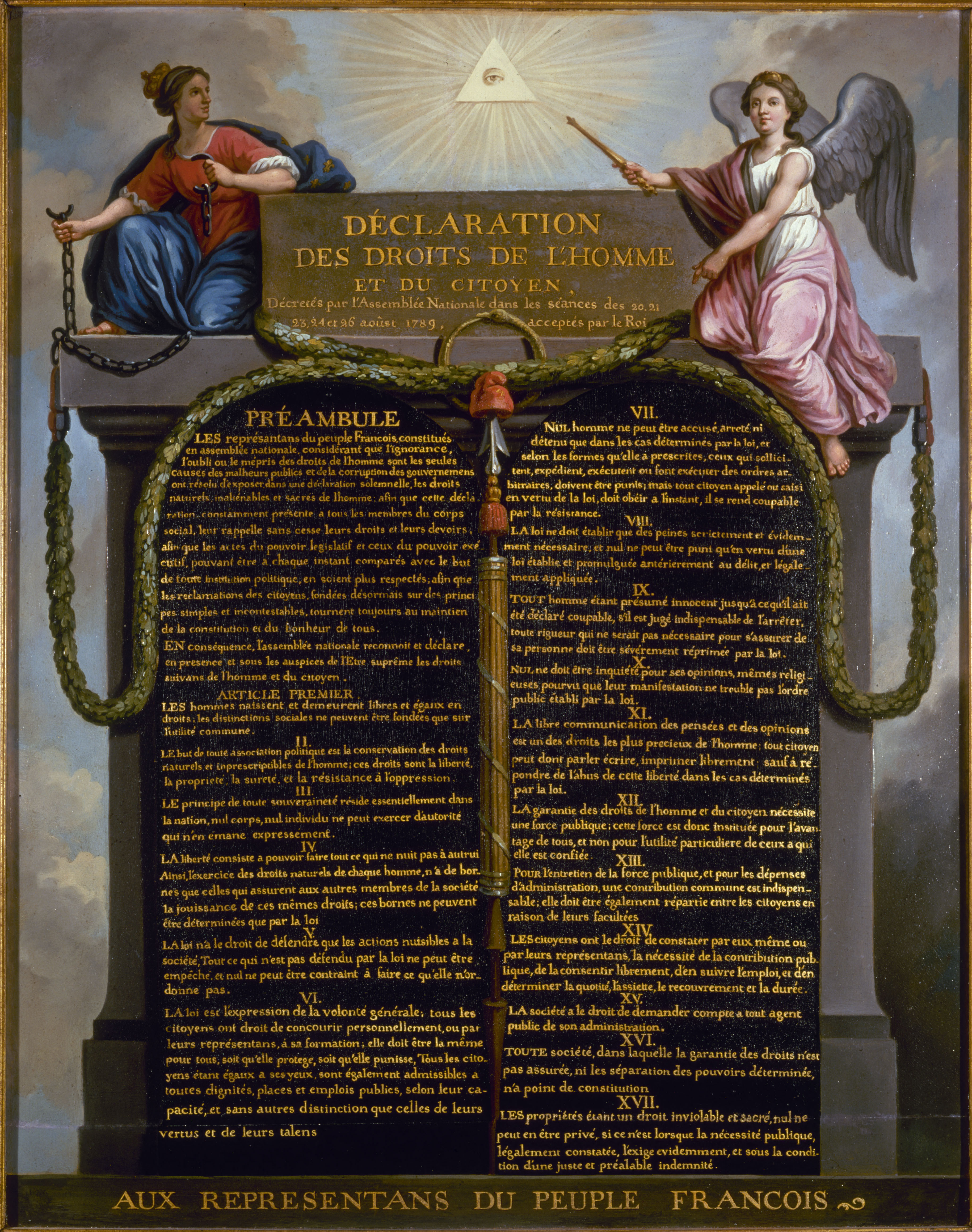
Declaração dos Direitos do Homem e do Cidadão.

A Assembleia Nacional Constituinte aprovou a legislação, pela qual era abolido o regime feudal e senhorial e suprimido o dízimo. Outras leis proibiram a venda de cargos públicos e a isenção tributária das camadas privilegiadas. E, para dar continuidade ao trabalho, decidiu pela elaboração de uma Constituição. Na introdução, que seria denominada Declaração dos Direitos do Homem e do Cidadão (Déclaration des Droits de l'Homme et du Citoyen), os delegados formularam os ideais da Revolução, sintetizados em três princípios: "Liberdade, Igualdade, Fraternidade" (Liberté, Egalité, Fraternité). Inspirada na Declaração de Independência dos Estados Unidos e divulgada em 26 de agosto, a primeira Declaração dos Direitos do Homem e do Cidadão (a que não terá sido estranha a ação do então embaixador dos Estados Unidos em Paris, Thomas Jefferson) foi a síntese do pensamento iluminista liberal e burguês. Nesse documento, em que se pode ver claramente a influência da Revolução Americana, defendia-se o direito de todos à liberdade, à propriedade, à igualdade — igualdade jurídica, e não social nem econômica — e de resistência à opressão. A desigualdade social e de riqueza continuava existindo. O nascimento, a tradição e o sangue já não podiam continuar a ser os únicos critérios utilizados para distinguir socialmente os homens. Na prática, tais critérios foram substituídos pelo dinheiro e pela propriedade, que, a partir daí, passam a garantir, a seus detentores, prestígio social.
Pressionado pela opinião pública, Luís XVI deixou Versalhes, estabelecendo-se no Palácio das Tulherias, em Paris (outubro de 1789). Ali, o monarca era mais acessível às massas parisienses. Fervilhavam os clubes: a imprensa tinha papel cada vez maior nos acontecimentos políticos. Jean-Paul Marat e Hébert escreviam artigos incendiários. A nobreza conservadora e o alto clero abandonaram a França, refugiando-se nos países ainda absolutistas, de onde conspiravam contra a revolução. Numa reação contra os privilégios do clero e buscando recursos para sanar o déficit público, o governo desapropriou os bens da Igreja, colocou-os à venda e, com o produto, emitiu bônus do tesouro, os assignats, que valeram como papel-moeda, logo depreciado. As propriedades da Igreja passaram majoritariamente às mãos da burguesia, restando, aos camponeses, as propriedades menores, que puderam ser adquiridas mediante facilitações.

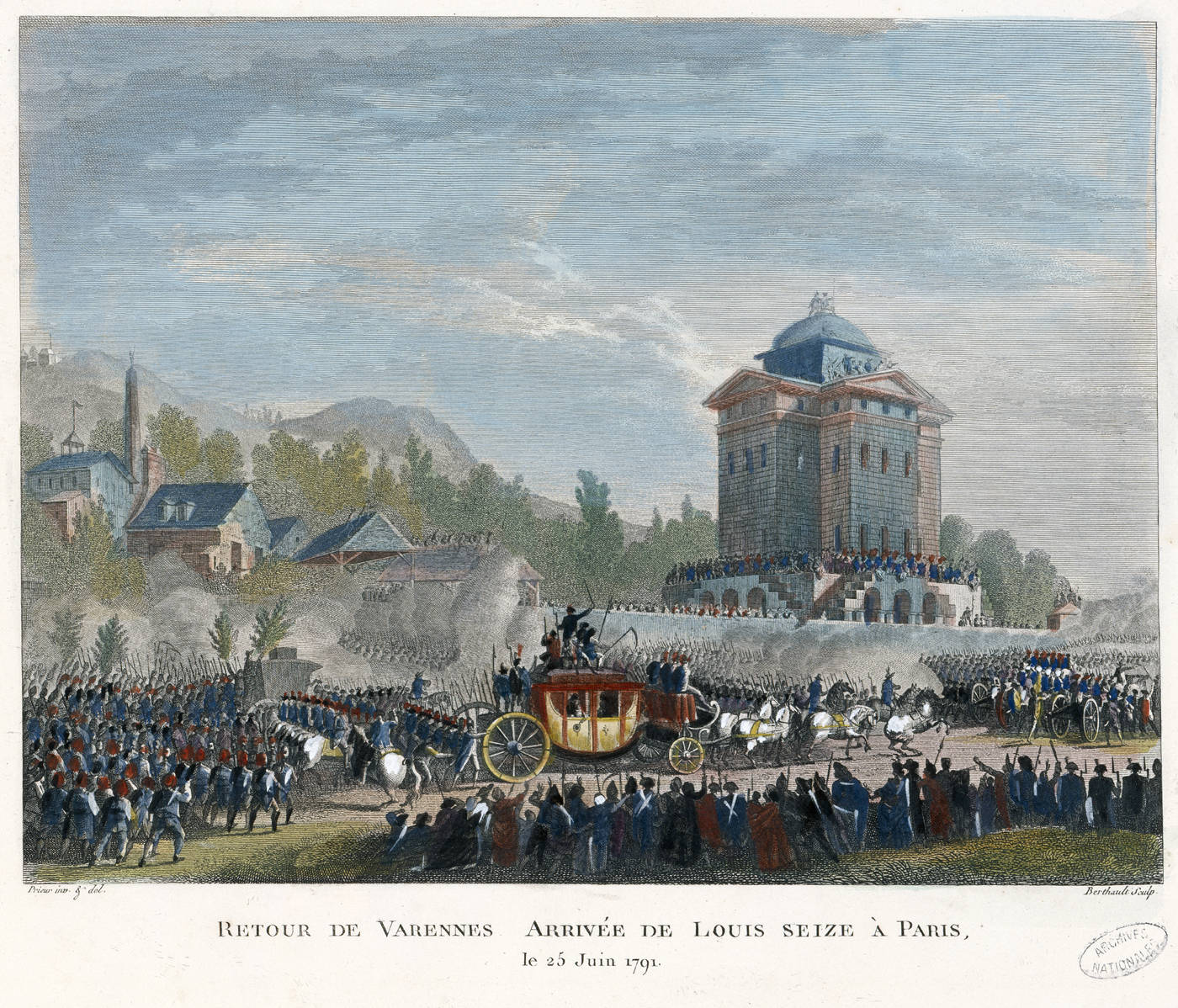
O retorno de Luís XVI a Paris após sua desastrada fuga.

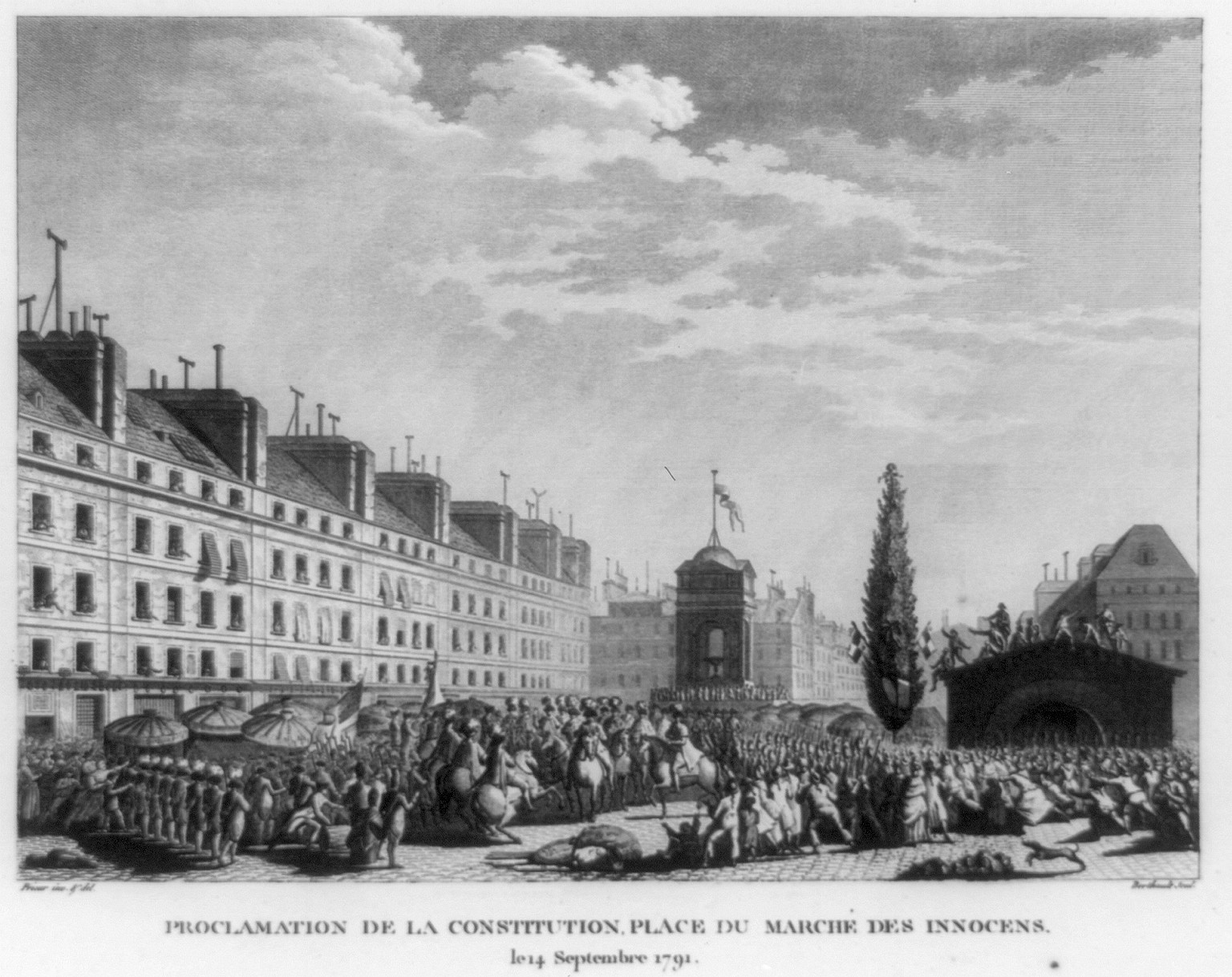
Proclamação da Constituição francesa de 1791.

Em agosto de 1790, foi votada a Constituição Civil do Clero, separando Igreja e Estado e transformando os clérigos em assalariados do governo, a quem deviam obediência. Determinava também que os bispos e padres de paróquia seriam eleitos por todos os eleitores, independentemente de filiação religiosa. O papa opôs-se a isso. Os clérigos deveriam jurar a nova Constituição. Os que o fizeram ficaram conhecidos como juramentados; os que se recusaram passaram a ser chamados de refratários e engrossaram o campo da contrarrevolução. Procurando frear o movimento popular, a Assembleia Nacional Constituinte, pela Lei de Le Chapelier, proibiu associações e coalizões profissionais (sindicatos), sob pena de morte.
No palácio real, conspirava-se abertamente. O rei, a rainha, seus conselheiros, os embaixadores da Áustria e da Prússia eram os principais nomes de tal conspiração. A Áustria e a Prússia, países absolutistas, invadiram a França, que foi derrotada porque oficiais ligados à nobreza permitiram o malogro do exército francês. Denunciou-se a traição na Assembleia. Em junho de 1791, a família real tentou fugir para a Áustria. O rei foi descoberto na fronteira, em Varennes, e obrigado a voltar. A Assembleia Nacional, contudo, acabou por absolver Luís XVI, mantendo a monarquia. Para justificar essa decisão, alegou que o rei, ao invés de fugir, fora sequestrado. A Guarda Nacional, comandada por La Fayette, reprimiu violentamente a multidão que queria a deposição do rei.
Em setembro de 1791, foi promulgada a primeira Constituição da França que resumia as realizações da Revolução. Foi implantada uma monarquia constitucional, isto é, o rei perdeu seus poderes absolutos e criou-se uma efetiva separação entre os poderes Legislativo, Executivo e Judiciário. Além disso, foram concedidos direitos civis completos aos cidadãos. A população foi dividida em cidadãos ativos e passivos. Somente os cidadãos ativos, que pagavam impostos e possuíam dinheiro ou propriedades, participavam da vida política. Era o voto censitário. Os passivos eram os não votantes, como mulheres, trabalhadores desempregados e outros. Apesar de ter limitado os poderes do rei, este tinha ainda o direito de designar seus ministros. De mais, a constituição aboliu o feudalismo, nacionalizava os bens eclesiásticos e reconhecia a igualdade civil e jurídica entre os cidadãos. Em síntese, a Constituição de 1791 estabeleceu, na França, as linhas gerais para o surgimento de uma sociedade burguesa e capitalista em lugar da anterior, feudal e aristocrática.
Apesar disso, este projeto não teve muita sustentação. Alguns setores urbanos queriam continuar com o processo revolucionário, enquanto nobres fugiam e se refugiavam no exterior, planejando, à distância, organizar violentamente uma vingança armada. Os emigrados tinham apoio de Estados Absolutistas como Áustria e Prússia, que viam o resultado do movimento revolucionário francês como perigoso para os seus domínios. Em agosto de 1791, após a tentativa frustrada de fuga da família real para a Áustria, os países que até então apoiavam a França lançaram a Declaração de Pillnitz, que afirmava (e apoiava) a restauração da monarquia francesa como um projeto de interesse comum a todos os Estados europeus. A população francesa ficou enfurecida, pois enxergava esta ação como uma intromissão direta aos assuntos do país.

### Assembleia Legislativa

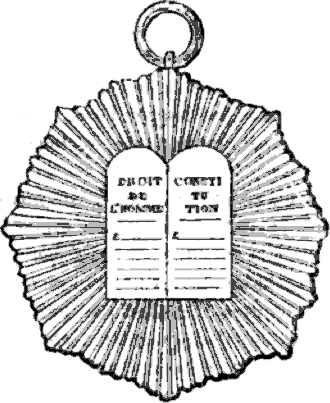
Medalha da Assembleia Legislativa.

Em 1791, iniciou-se a fase denominada Monarquia Constitucional. Nas eleições de outubro de 1791, as cadeiras da Assembleia Legislativa foram ocupadas predominantemente por elementos da burguesia. A Assembleia Legislativa, que iniciou suas sessões em 1 de outubro, era formada por 750 membros, sem experiência política. Embora a burguesia tivesse de enfrentar, dentro da Assembleia, a oposição da aristocracia, cujos deputados ocupavam o lado direito de quem entrava no recinto de reuniões, e também dos democratas, que ocupavam o lado esquerdo, as maiores dificuldades estavam fora da Assembleia. À extrema-direita, o rei e a aristocracia se recusavam a aceitar qualquer compromisso.
Os radicais, a pequena e média burguesia sentiam-se lesadas e enganadas. Os camponeses, desesperados, porque tinham de pagar pela extinção dos direitos feudais, retomaram a violência. O confisco dos bens da Igreja e a Constituição do Clero, que faziam com que os religiosos rompessem com o papado, levaram a maior parte do clero para o campo da contrarrevolução. Apesar de todas as dificuldades, a alta burguesia se mantinha no poder.
O lema dos revolucionários era "Liberdade, Igualdade e Fraternidade", mas logo em 14 de junho de 1791, se aprovou a Lei de Le Chapelier que proibia os sindicatos de trabalhadores e as greves, com penas que podiam ir até à pena de morte. Em 19 de abril de 1791, o Estado nacionalizou, e passou a administrar, todos os bens da Igreja Católica. Em julho do mesmo ano, foi aprovada a Constituição Civil do Clero, por intermédio da qual os padres católicos passaram a ser funcionários públicos.

### Queda da Monarquia

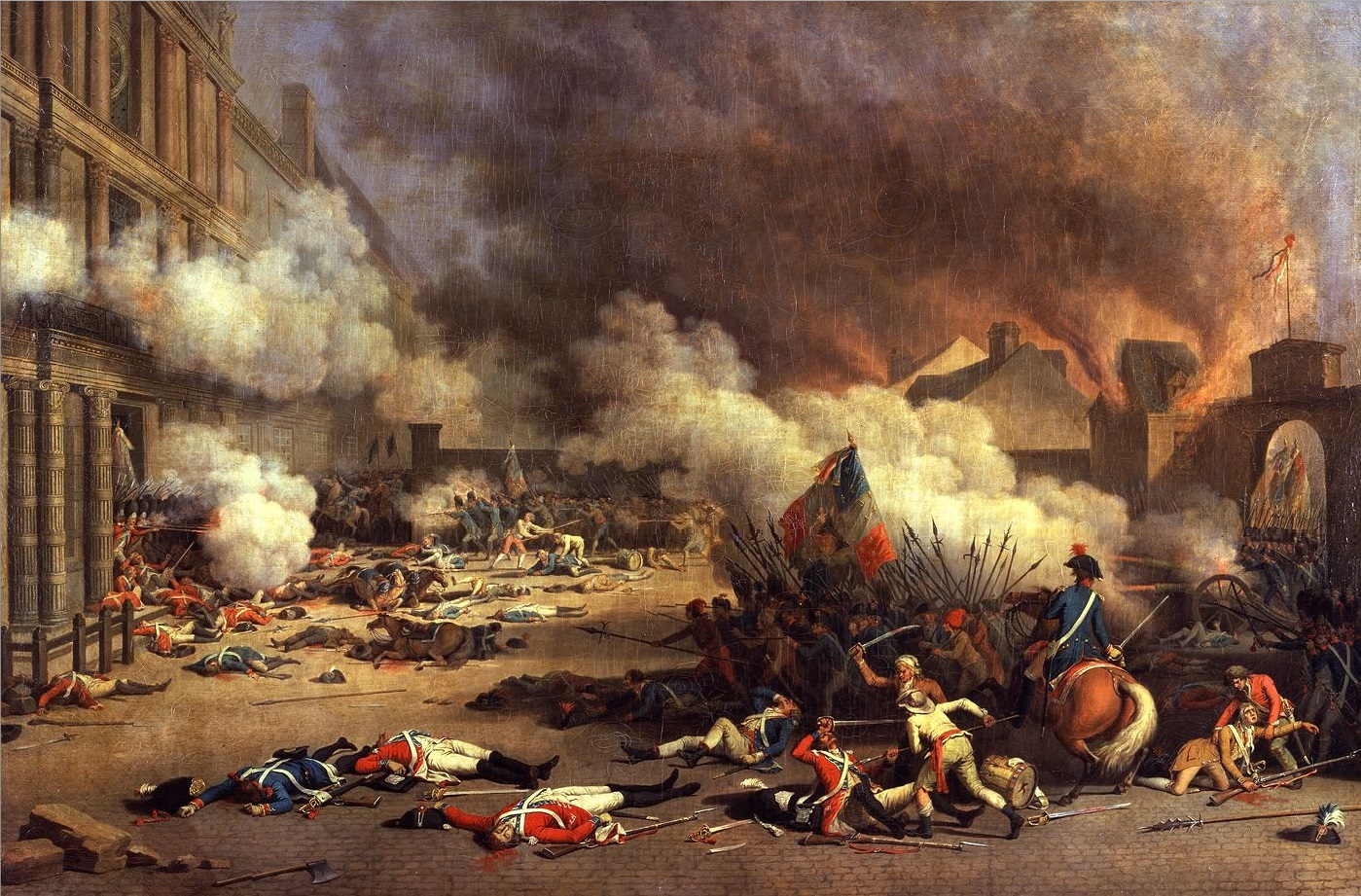
O assalto ao Palácio das Tulherias, em 10 agosto de 1792.

Os emigrados buscavam apoio externo para restaurar o Estado absoluto. As vizinhas potências absolutistas apoiavam esses movimentos, pois temiam a irradiação das ideias revolucionárias francesas para seus países. Os emigrados e as monarquias absolutistas formaram uma aliança destinada a restaurar, na França, os poderes absolutos de Luís XVI. Alegando a necessidade de se restaurar a dignidade real da França, na Declaração de Pillnitz (1791) esses países ameaçaram a França de uma intervenção.
Em 1792, a Assembleia Legislativa aprovou uma declaração de guerra contra a Áustria. É interessante salientar que a burguesia e a aristocracia queriam a guerra por motivos diferentes. Enquanto para a burguesia a guerra seria breve e vitoriosa, para o rei e a aristocracia seria a esperança de retorno ao velho regime. Palavras de Luís XVI: "Em lugar de uma guerra civil, esta será uma guerra política" e da rainha Maria Antonieta: "Os imbecis [referia-se à burguesia]! Não veem que nos servem". Portanto, o rei e a aristocracia não vacilaram em trair a França revolucionária. Diante da aproximação dos exércitos coligados estrangeiros, formaram-se por toda a França batalhões de voluntários. Luís XVI e Maria Antonieta foram presos, acusados de traição ao país por colaborarem com os invasores.
Verdun, última defesa de Paris, foi sitiada pelos prussianos. O povo, chamado a defender a revolução, saiu às ruas e massacrou muitos partidários do Antigo Regime. Sob o comando de Danton, Robespierre e Marat, foram distribuídas armas ao povo e foi organizada a Comuna Insurrecional de Paris. As palavras de Danton ressoaram de forma marcante nos corações dos revolucionários. Disse ele: "Para vencer os inimigos, necessitamos de audácia, cada vez mais audácia, e então a França estará salva".
O povo, entre o pânico e o rancor, responsabiliza os inimigos internos pela situação. Entre 2 e 6 de setembro de 1792, são massacrados os padres refratários, os suspeitos de atividades contra-revolucionárias e os presos de delito comum das prisões de Paris. A matança dura vários dias sem que as autoridades administrativas ousem intervir. Os chamados “massacres de Setembro”, que chocam a opinião pública, marcam uma página importante da Revolução. Em 20 de setembro aconteceu aquilo que parecia impossível: as tropas revolucionárias, famintas, mal vestidas, mas alimentadas por seus ideais, derrotaram, ao som da Marselhesa (o hino da revolução), a coligação anti-francesa na Batalha de Valmy.

## Primeira República

### Convenção(1792–1795)

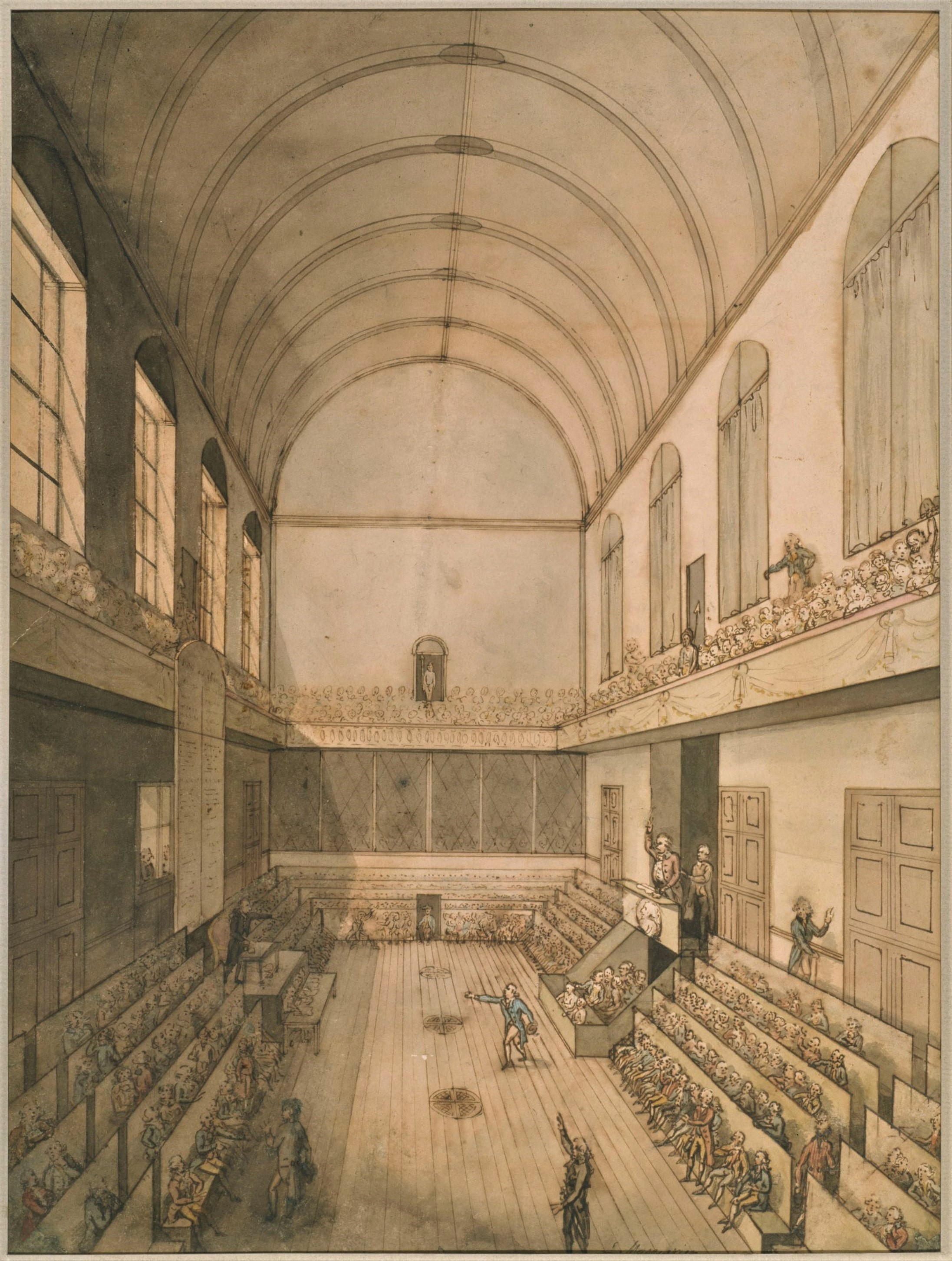
Sala do Manège das Tulherias, local de reunião da Convenção Nacional até 9 de maio de 1793.

Após o término das deliberações da Assembleia Constituinte em 1791, a burguesia passou a uma posição conservadora, por entender que as principais mudanças já haviam sido implementadas na sociedade francesa. A situação do povo mais pobre, porém, pouco tinha mudado. Os camponeses continuavam sem terra e nas cidades a situação tornava-se cada vez mais desesperadora. Em agosto de 1792, uma intensa mobilização popular destronou o rei, e depois de elaborar a Carta Magna francesa, a Assembleia Nacional Constituinte dissolveu-se. A Assembleia Legislativa substituiu a Constituinte. Havia ameaça de intervenção externa, crise econômica e inflação. Em abril de 1792, há a declaração de guerra à Áustria e à Prússia; exércitos inimigos chegam a ameaçar a cidade de Paris; a ala radical proclama a "pátria em perigo" e distribui armas à população parisiense. A Comuna de Paris assume o poder e exige, da Assembleia, o afastamento do rei. Em 10 de agosto de 1792, parisienses atacam o palácio real, detêm o soberano e exigem que o Legislativo suspenda-o de suas funções. Esvaziada de seu poder, a Assembleia convoca a eleição de uma Convenção Nacional. A revolução entrou numa fase radical. As primeiras medidas tomadas pela Convenção foram a Proclamação da República e a promulgação de uma nova Constituição (21 de setembro de 1792). Eleita sem a divisão dos eleitores em passivos e ativos, a alta burguesia monarquista foi derrotada. A Convenção contava com o predomínio dos representantes da burguesia.
Entre os revolucionários de 1789, houve divisão. A grande burguesia não queria aprofundar a revolução, temendo o radicalismo popular. Aliada aos setores da nobreza liberal e do baixo clero, formou o Clube dos Girondinos. O nome "girondino" (do francês girondin) deve-se ao fato de Brissot, principal líder dessa fação, representar o departamento da Gironda e de seus principais líderes serem provenientes de lá. Eles ocupavam os bancos inferiores no salão das sessões. Os jacobinos (do francês jacobin) — assim chamados porque se reuniam no convento de Saint Jacques — queriam aprofundar a revolução, aumentando os direitos do povo; eram liderados pela pequena burguesia e apoiados pelos sans-culottes, as massas populares de Paris. Ocupavam os assentos superiores no salão das sessões, recebendo o nome de montanha. Seus principais líderes foram Danton, Marat e Robespierre. Sua facção mais radical era representada pelos raivosos, liderados por Jacques Hébert, que queriam o povo no poder. Havia ainda um grupo de deputados sem opiniões muito firmes, que votavam na proposta que tinha mais chances de vencer. Eram chamados de planície ou pântano. Havia ainda os cordeliers (camadas mais baixas) e os feuillants (a burguesia financeira). Além deles, ainda havia uma outra facção, conhecida pelo nome de enragés e liderada por Jacques Roux, sendo considerada a ala mais radical da Revolução. Em 1793, os enragés lançaram um forte manifesto criticando os ideais revolucionários burgueses de liberdade e igualdade e a própria noção de república, pois estes conceitos seriam meros fantasmas enquanto uma classe abastada continuasse ainda com o poder de deixar os pobres morrerem de fome.

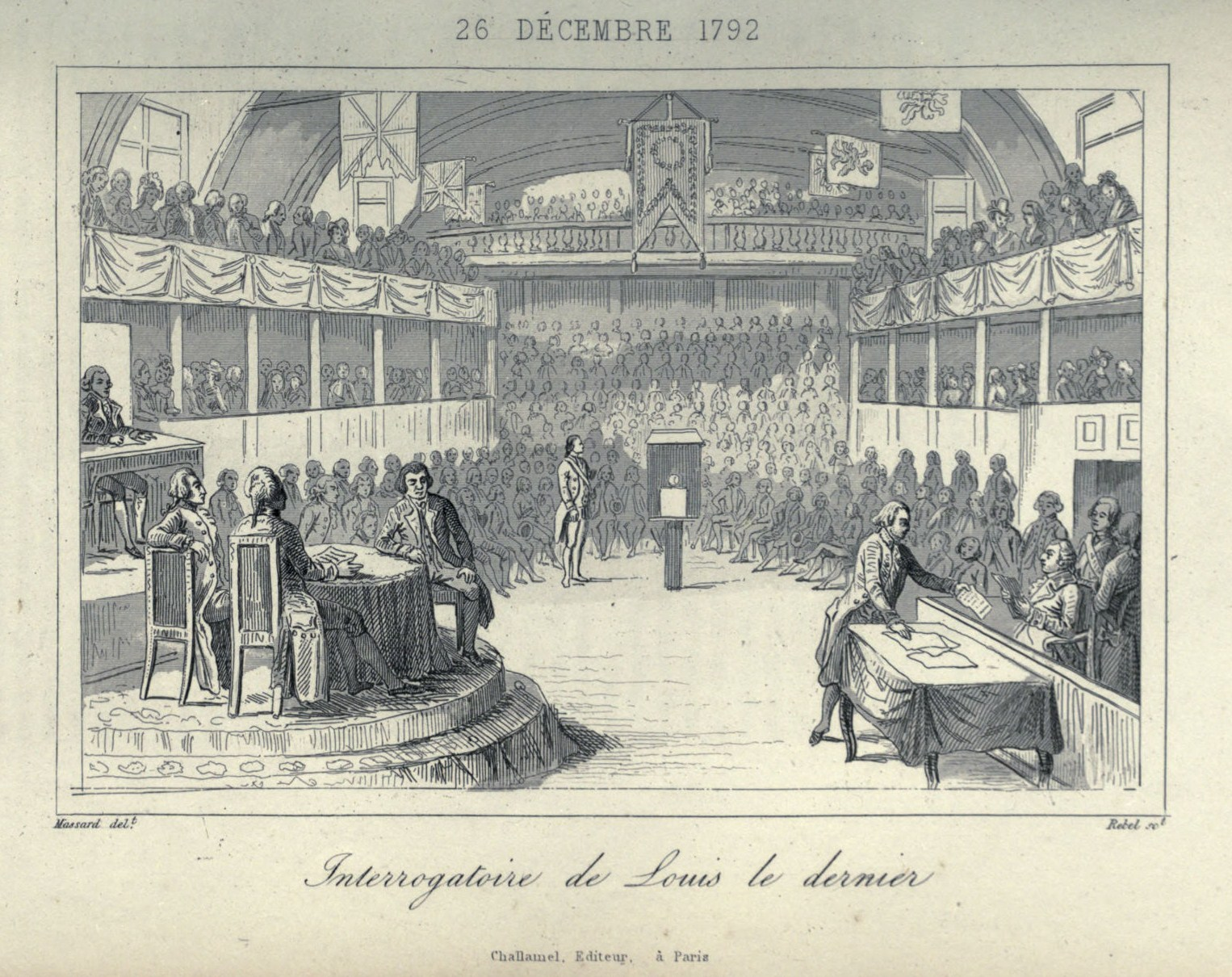
O interrogatório de "Luís, o Último" pela Convenção.

As modernas designações políticas de direita, centro e esquerda surgem neste momento: com relação à mesa da presidência, identificavam-se, à direita, os girondinos, que desejavam consolidar as conquistas burguesas, estancar a revolução e evitar a radicalização; ao centro, a Planície ou Pântano, grupo de burgueses sem posição política definida; e, à esquerda, a Montanha, composta pela pequena burguesia jacobina que liderava os sans-culottes, e que defendia o aprofundamento da revolução. Dirigida inicialmente pelos girondinos, a convenção realizava uma política contraditória: era revolucionária na política externa — ao combater os países absolutistas — mas conservadora na interna — ao procurar se acomodar com a nobreza, tentar salvar a vida do rei e combater os revolucionários mais radicais. Nesse primeiro período, foram descobertos documentos secretos de Luís XVI, no Palácio das Tulherias, que provaram o seu comprometimento com o rei da Áustria. O fato acelerou as pressões para que o rei fosse julgado como traidor. Na Convenção, a Gironda dividiu-se: alguns optaram por um indulto, outros pela pena de morte. Os jacobinos, reforçados pelas manifestações populares, exigiam a execução do rei, indicando o fim da supremacia girondina na Revolução.

### República Jacobina

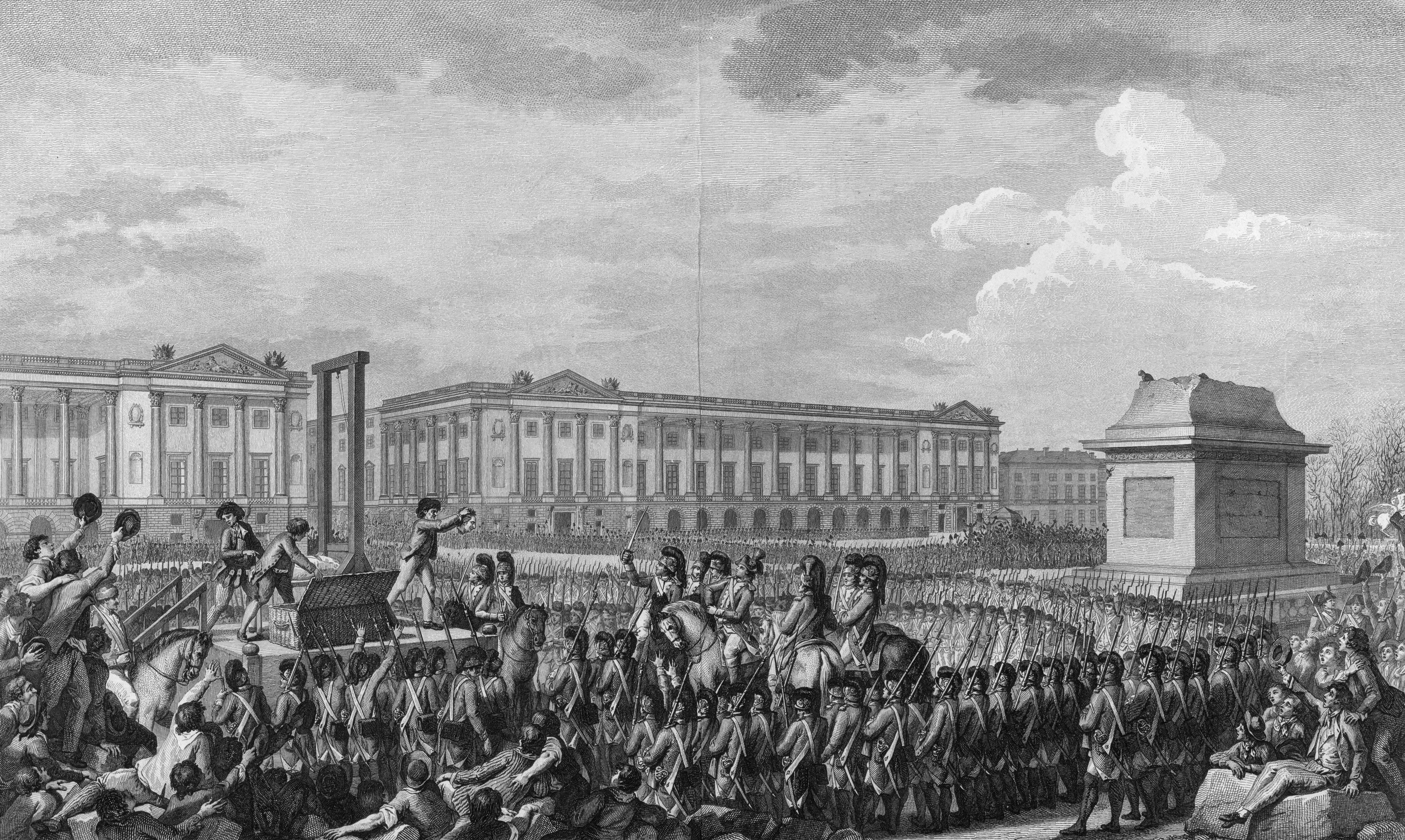
Execução de Luís XVI. A cabeça do rei é exibida ao povo, como se costumava fazer com todos os executados.

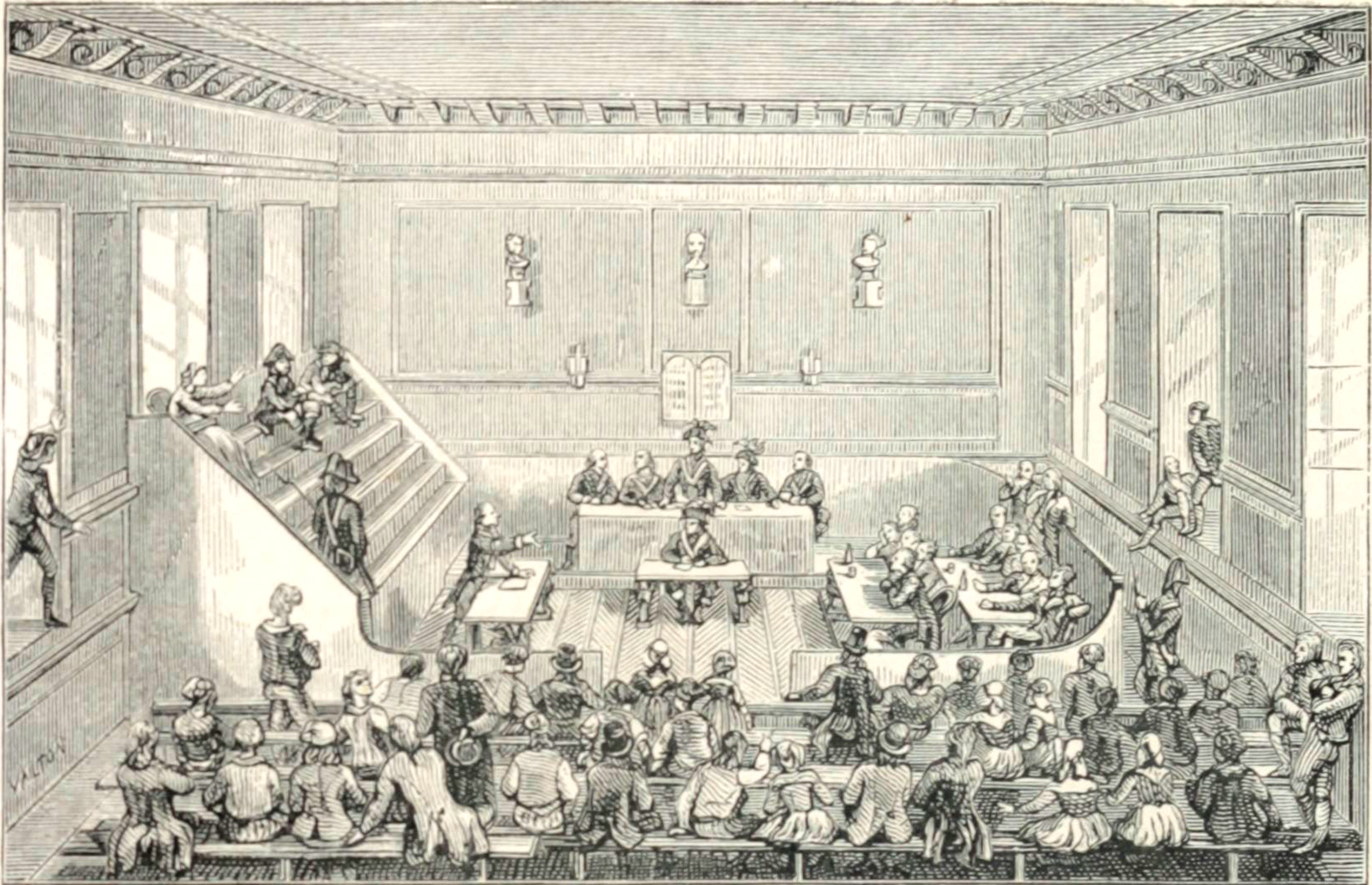
Tribunal Revolucionário.

Os jacobinos, com apoio dos sans-culottes e da Comuna de Paris (designação que foi dada ao novo governo local da cidade), assumiram o poder no momento crítico da Revolução. A Convenção reconheceu a existência do Ser Supremo e da imortalidade da alma. A virtude seria o elemento essencial da República. Em 21 de janeiro de 1793, Luís XVI foi executado na guilhotina na praça da Revolução. Vários países europeus, como a Áustria, Prússia, Holanda, Espanha e Inglaterra, indignados e temendo que o exemplo francês se refletisse em seus territórios, formaram a Primeira Coligação contra a França. Encabeçando a Coligação, a Inglaterra financiava os grandes exércitos continentais para conter a ascensão burguesa da França, seu potencial concorrente nos negócios europeus.
No departamento de Vendeia, no oeste da França, camponeses contrarrevolucionários, instigados pela Igreja, pela nobreza e pelos ingleses, tomaram o poder. Os girondinos tentaram frear a proposta de mobilização geral do povo francês, temendo a perda do poder e a radicalização da revolução, que ameaçaria suas propriedades e bens. Em resposta, em 2 de junho de 1793, a população de Paris, agitada pelos partidários de Hébert, cercou o prédio da convenção, pedindo a prisão dos deputados girondinos. Os membros da Gironda foram expulsos da convenção deixando uma triste herança: inflação, carestia e avanço da contrarrevolução, tudo isso agravado pela guerra no plano externo. Marat, Hébert, Danton, Saint-Just e Robespierre assumiram o poder, dando início ao período da Convenção Montanhesa. A contrarrevolução camponesa da Vendeia e a ameaça externa colocavam a revolução à beira do abismo. Para combater essa situação, os jacobinos organizaram os comitês, cujos objetivos eram controlar o governo, combater os contrarrevolucionários e mobilizar a França para uma guerra total em defesa da revolução.
Devido ao predomínio da atuação popular, esse período caracterizou-se por ser o mais radical de toda a Revolução. O governo jacobino dirigia o país por meio do Comitê de Salvação Pública, responsável pela administração e defesa externa do país, de início comandado por Danton, seu criador. Abaixo, vinha o Comitê de Segurança Geral, que cuidava da segurança interna, e a seguir o Tribunal Revolucionário, que julgava os opositores da revolução em julgamentos sumários. Decretada a mobilização geral, criou-se uma economia de guerra, com o racionamento das mercadorias e o combate aos especuladores, que, aproveitando-se da situação, escondiam os produtos para aumentar os preços. Os jornais populares utilizavam-se de linguagem grosseira para caracterizar os aristocratas e inimigos da revolução. Ao mesmo tempo em que pediam que fossem punidos, pregavam as virtudes revolucionárias, o patriotismo e a defesa intransigente da revolução. O mais importante desses jornais era O amigo do povo (L'Ami du Peuple), dirigido pelo jacobino Marat.

### Reino do Terror

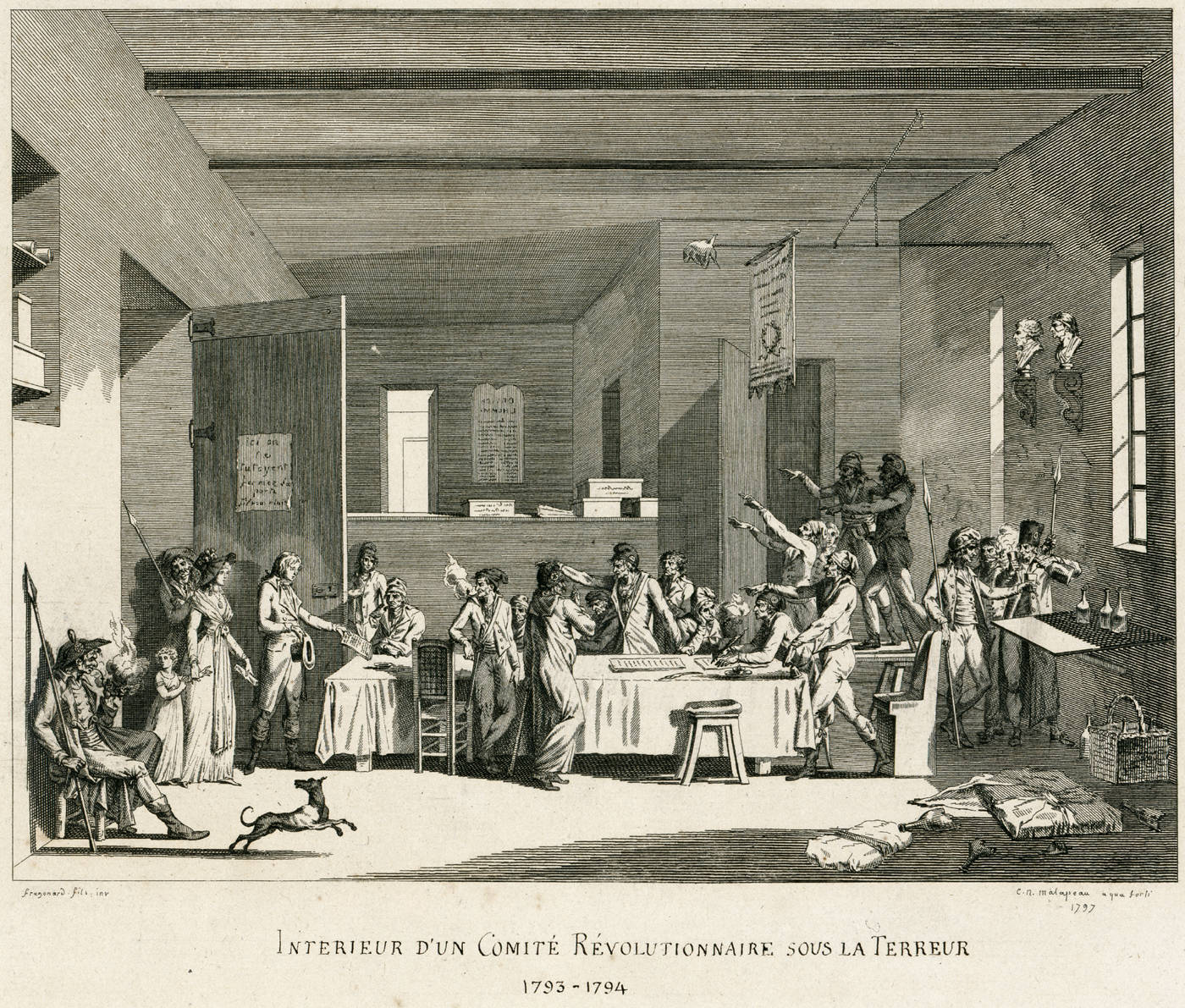
Interior de um comitê revolucionário durante o Terror.

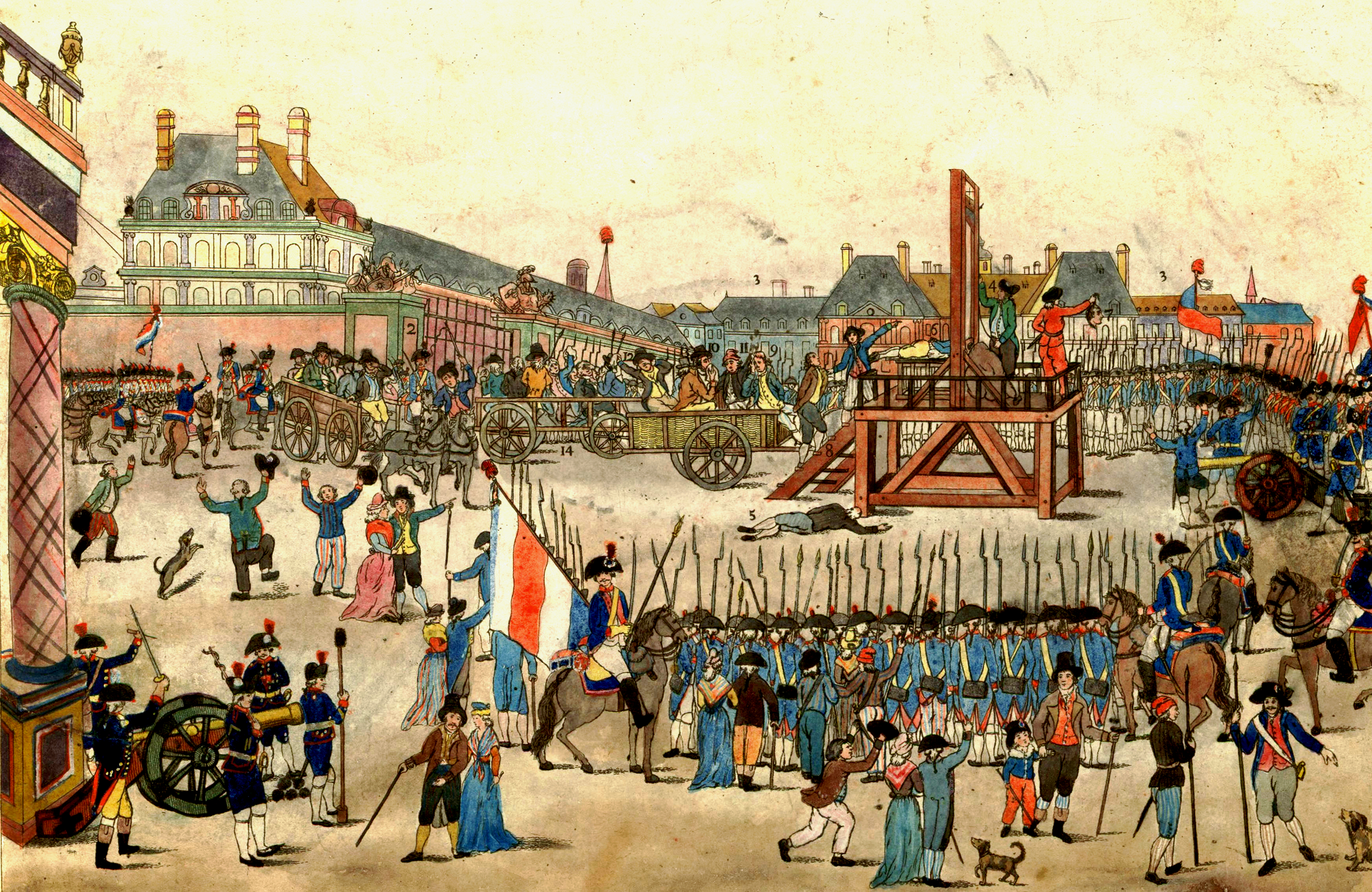
Execução de Maximilien Robespierre durante o Terror.

Quando, em julho, Marat foi assassinado pela jovem Charlotte Corday, os ânimos se exaltaram. Considerado excessivamente moderado, Danton foi substituído por Robespierre e expulso do partido. O Comitê de Salvação Pública, liderado por Robespierre, assumiu plenos poderes. Tinha início o Grande Terror, Terror Jacobino ou, simplesmente, Terror. Milhares de pessoas — a ex-rainha Maria Antonieta, o químico Antoine Lavoisier (considerado o criador da Química moderna), aristocratas, clérigos, girondinos, especuladores, inimigos reais ou presumidos da revolução — foram detidas, julgadas sumariamente e guilhotinadas. Os direitos individuais foram suspensos e, diariamente, realizavam-se, sob aplausos populares, execuções públicas e em massa. O líder jacobino Robespierre, sancionando as execuções sumárias, anunciara que a França não necessitava de juízes, mas de mais guilhotinas. De acordo com Robespierre, isso se deveria a uma necessidade (ou uma circunstância) que exigiria do governo revolucionário uma postura mais ativa e que fosse mais livre em seus movimentos, defendendo que "por que estamos acostumados a ver os delitos dos quais somos testemunhas julgados segunda as regras uniformes, somos naturalmente levados a crer que em nenhuma circunstância as nações podem, com equidade, fazer mal a um homem que violou seus direitos; e onde não vemos um jurado, um tribunal, um processo, não encontramos justiça" em seu discurso sobre o julgamento de Luís XVI. O resultado foi a condenação à morte de 35 mil a 40 mil pessoas. A revolta camponesa da Vendeia foi esmagada. O exército francês começou a ganhar terreno nos campos de batalha em 1794 e a coalizão anti-francesa foi derrotada.
Cansada do terror, execuções, congelamento de preços e dos excessos revolucionários, a burguesia queria paz para seus negócios. Essa posição era defendida pelos jacobinos liderados por Danton. Os sans-culottes — que eram a plebe urbana — pretendiam radicalizar mais a revolução, posição defendida pelos raivosos. A falta de habilidade política de Robespierre ficou evidente quando, declarando a "pátria em perigo", tomou uma série de medidas impopulares para evitar as radicalizações — os partidários e políticos mais radicais, como a ala esquerda, dos partidários de Hébert, e da ala direita, que tinha como líder Danton, foram executados. A facção de centro, liderada por Robespierre e Saint-Just, triunfou, porém ficou isolada.
Muitos girondinos que sobreviveram ao Terror, aliados aos deputados da planície, articularam um golpe. Em 27 de julho (9 Termidor, de acordo com o calendário revolucionário francês) a Convenção, numa rápida manobra, derrubou Robespierre e seus partidários. Robespierre apelou para que as massas populares saíssem em sua defesa. Mas os que podiam mobilizá-las — como os raivosos — estavam mortos, e os sans-culottes não atenderam ao chamado. Robespierre e os dirigentes jacobinos foram guilhotinados sumariamente. A Comuna de Paris e o partido jacobino deixaram de existir. Era o golpe de 9 Termidor, que marcou a queda da pequena burguesia jacobina e a volta da grande burguesia girondina ao poder. O movimento popular entrou em franca decadência.
A Convenção Termidoriana (1794–1795) foi curta, mas permitiu a reativação do projeto político burguês com a anulação de várias decisões montanhesas, como a Lei do Preço Máximo (congelamento da economia) e o encerramento da supremacia da Junta de Salvação Pública. Foram extintas as prisões arbitrárias e os julgamentos sumários. Todos os clubes políticos foram dissolvidos e os jacobinos passaram a ser perseguidos. Em 1795, a Convenção elaborou uma nova constituição — a Constituição do Ano III —, suprimindo o sufrágio universal e resgatando o voto censitário para as eleições legislativas, marginalizando, assim, grande parcela da população. A carta reservava o poder à burguesia. No final de 1795, de acordo com a nova Constituição, a Convenção cedeu lugar ao Diretório, formado por cinco membros eleitos pelos deputados. Iniciou-se, assim, a República do Diretório.

### Diretório(1795–1799)

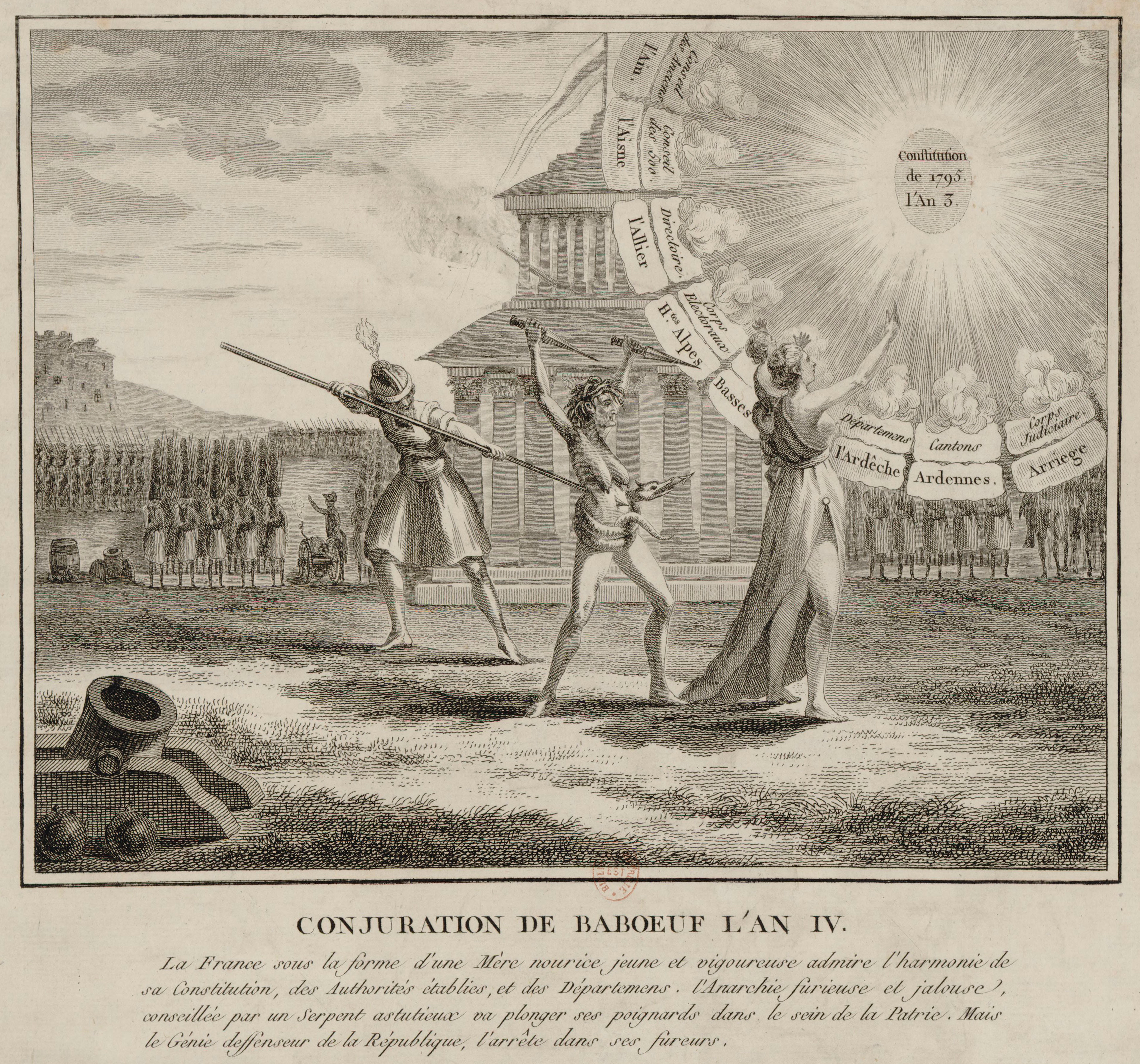
Representação da Conspiração dos Iguais.

O Diretório (1794–1799) foi uma fase conservadora, marcada pelo retorno da Alta Burguesia ao poder e pelo aumento do prestígio do Exército apoiado nas vitórias obtidas nas Campanhas externas. Uma nova constituição entregou o Poder Executivo ao Diretório, uma comissão constituída de cinco diretores eleitos por cinco anos. Esta carta previa o direito de voto masculino aos alfabetizados. O poder legislativo era exercido por duas câmaras, o Conselho dos Anciãos e o Conselho dos Quinhentos.
Era a república dos proprietários, que enfrentavam uma grave crise financeira. Registra-se uma oposição interna ao governo devido à crise econômica e à anulação das conquistas sociais jacobinas. Tentativas de golpe à direita (monarquistas ou realistas) e à esquerda (jacobinos) ocorreram neste período. As ações contra o novo governo se sucediam. Em 1795, um golpe realista foi abortado em Paris. Aproveitando o descontentamento dos sans-culottes, os remanescentes jacobinos tentaram organizar em 1796 a chamada Conjuração ou Conspiração dos Iguais, liderada por François Noël Babeuf (mais conhecido como Graco Babeuf).
Os seguidores desse movimento popular, com algumas pinceladas socialistas, desejavam não apenas igualdades de direitos (igualdade perante a lei), mas também igualdade nas condições de vida. Babeuf achava que a única maneira de alcançar a igualdade era com a abolição da propriedade privada. A insurreição foi denunciada antes mesmo de se iniciar e seus líderes, Graco Babeuf e Buonarroti, foram condenados à guilhotina. As ideias de Babeuf, entretanto, serviram de base para a luta da classe operária no século XIX. Externamente, entretanto, o exército acumulava vitórias contra as forças absolutistas de Espanha, Holanda, Prússia e reinos da Itália, que, em 1799, formaram a Segunda Coligação contra a França revolucionária.

#### Golpe de Estado

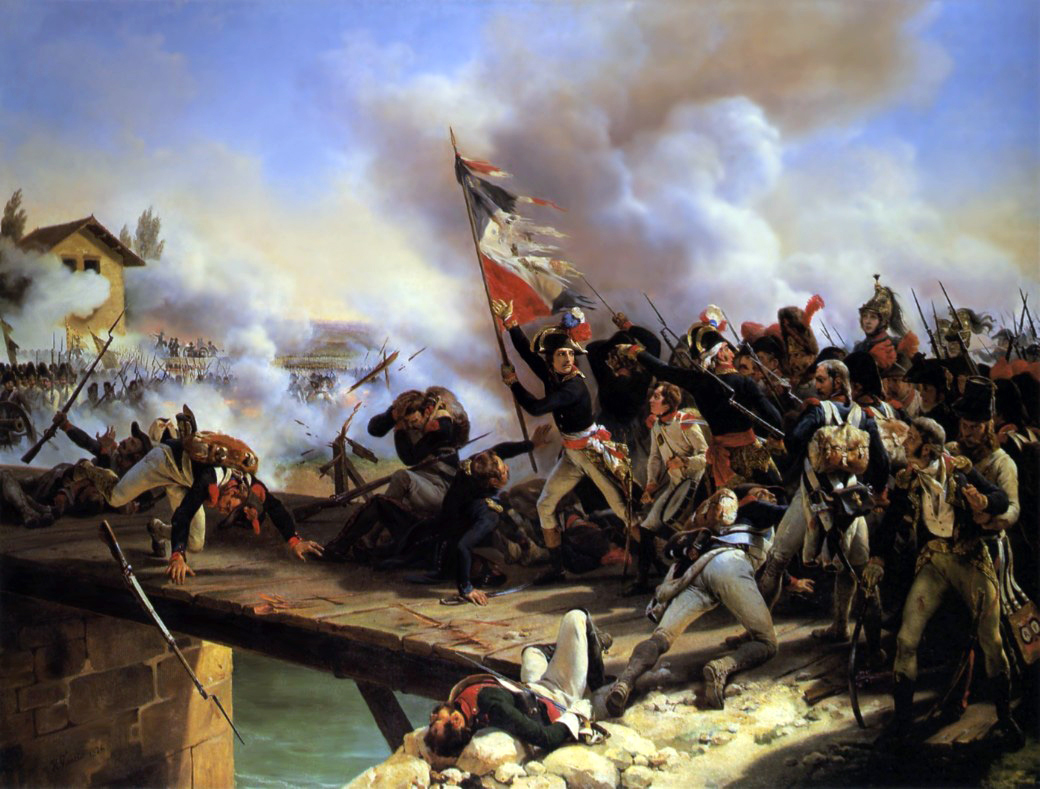
General Napoleão e suas tropas cruzam a ponte de Arcole em 1796.

O governo não era respeitado pelas outras camadas sociais. Os burgueses mais lúcidos e influentes perceberam que, com o Diretório, não teriam condição de resistir aos inimigos externos e internos e manter o poder. Eles acreditavam na necessidade de uma ditadura militar, uma espada salvadora, para manter a ordem, a paz, o poder e os lucros.
A figura que sobressai no fim do período é a de Napoleão Bonaparte. Ele era o general francês mais popular e famoso da época. Quando estourou a revolução, era apenas um simples tenente e, como os oficiais oriundos da nobreza abandonaram o exército revolucionário ou dele foram demitidos, fez uma carreira rápida. Aos 24 anos já era general de brigada. Após um breve período de entusiasmo pelos jacobinos, chegando até mesmo a ser amigo dos familiares de Robespierre, afastou-se deles quando estavam sendo depostos. Lutou na Revolução contra os países absolutistas que invadiram a França e foi responsável pelo sufocamento do golpe de 1795.
Enviado ao Egito para tentar interferir nos negócios do império inglês, o exército de Napoleão foi cercado pela marinha britânica nesse país, então sob tutela inglesa. Napoleão abandonou seus soldados e, com alguns generais fiéis, retornou à França, onde, com apoio de dois diretores e de toda a grande burguesia, suprimiu o Diretório e instaurou o Consulado, dando início ao período napoleônico em 18 de brumário (9 de novembro de 1799). O Consulado era representado por três elementos: Napoleão, o abade Sieyès e Roger Ducos. Na realidade, o poder concentrou-se nas mãos de Napoleão, que ajudou a consolidar as conquistas burguesas da Revolução.

## Impacto
O sociólogo do século XX Raymond Aron (1905–1983) escreve, em O ópio dos intelectuais, o seguinte, a propósito da revolução francesa, comparando-a com a evolução da Inglaterra:

A passagem do Ancien Régime para a sociedade moderna é consumada na França com uma ruptura e uma brutalidade únicas. Do outro lado do Canal da Mancha, na Inglaterra, o regime constitucional foi instaurado progressivamente, as instituições representativas advêm do parlamento, cujas origens remontam aos costumes medievais. No século XVIII e XIX, a legitimidade democrática se substitui à legitimidade monárquica sem a eliminar totalmente, a igualdade dos cidadãos apagou pouco a pouco a distinção dos "Estados" (Nobreza, clero e povo). As ideias que a revolução francesa lança em tempestade através da Europa: soberania do povo, exercício da autoridade conforme a regras, assembleias eleitas e soberanas, supressão de diferenças de estatutos pessoais, foram realizadas em Inglaterra, por vezes mais cedo do que em França, sem que o povo, em sobressalto de Prometeu, sacudisse as suas correntes. A "democratização" foi ali (em Inglaterra) a obra de partidos rivais. (…) O Ancien Régime desmoronou-se (na França) a um só golpe, quase sem defesa. E a França precisou de um século para encontrar outro regime que fosse aceito pela grande maioria da nação.— Raymond Aron

### Reino Unido
Entre os britânicos que acolheram (inicialmente) a Revolução Francesa como um acontecimento positivo conta-se Dugald Stewart. Stewart seguiu os acontecimentos em Paris nesse verão dramático de 1789. Ele acreditava nos princípios pelos quais a revolução se batia. Sentiu-se repelido quando leu os comentários de Edmund Burke no seu "Reflections on the Revolution in France". Burke previu acertadamente que a Revolução Francesa acabaria na perdição, terror, morte e ditadura. Um aluno de Stewart, James Mackintosh, escreveu em resposta uma apaixonada defesa da causa francesa. Nos anos seguintes, Stewart defendeu ainda a Revolução, apesar de o terror e o caos serem evidentes. Em novembro de 1791, Dugald Stewart escreve a um amigo: "As pequenas desordens que podem ocorrer num país onde as coisas em geral correm tão bem são de menor importância".
Já no ano seguinte ver-se-ia que Burke tinha razão. Edmund Burke morreu em 1797, convicto de que a Revolução Francesa acabaria por terminar na ditadura. Napoleão veio dar-lhe razão. Burke ganhou na sociedade britânica uma reputação de um homem clarividente e perspicaz. Em forte contraste, Dugald Stewart perdeu o respeito dos seus concidadãos e foi ostracizado em Edimburgo, onde vivia. James Mackintosh pediu desculpas publicamente por criticar Burke e tornou-se um forte crítico do regime francês e das revoluções em geral.

### Guerras Revolucionárias e Napoleônicas

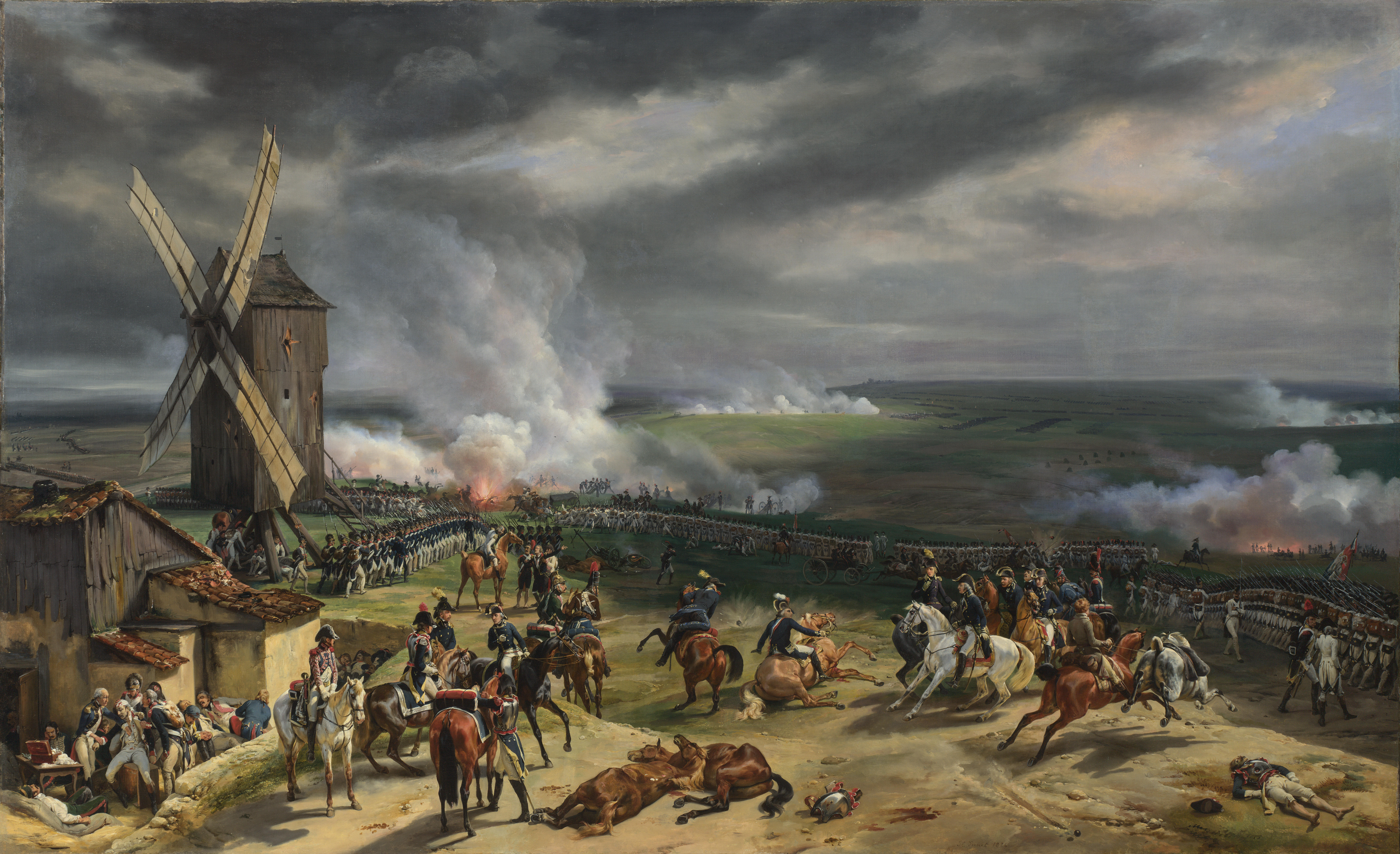
Vitória francesa sobre os prussianos na Batalha de Valmy em 20 de setembro de 1792.

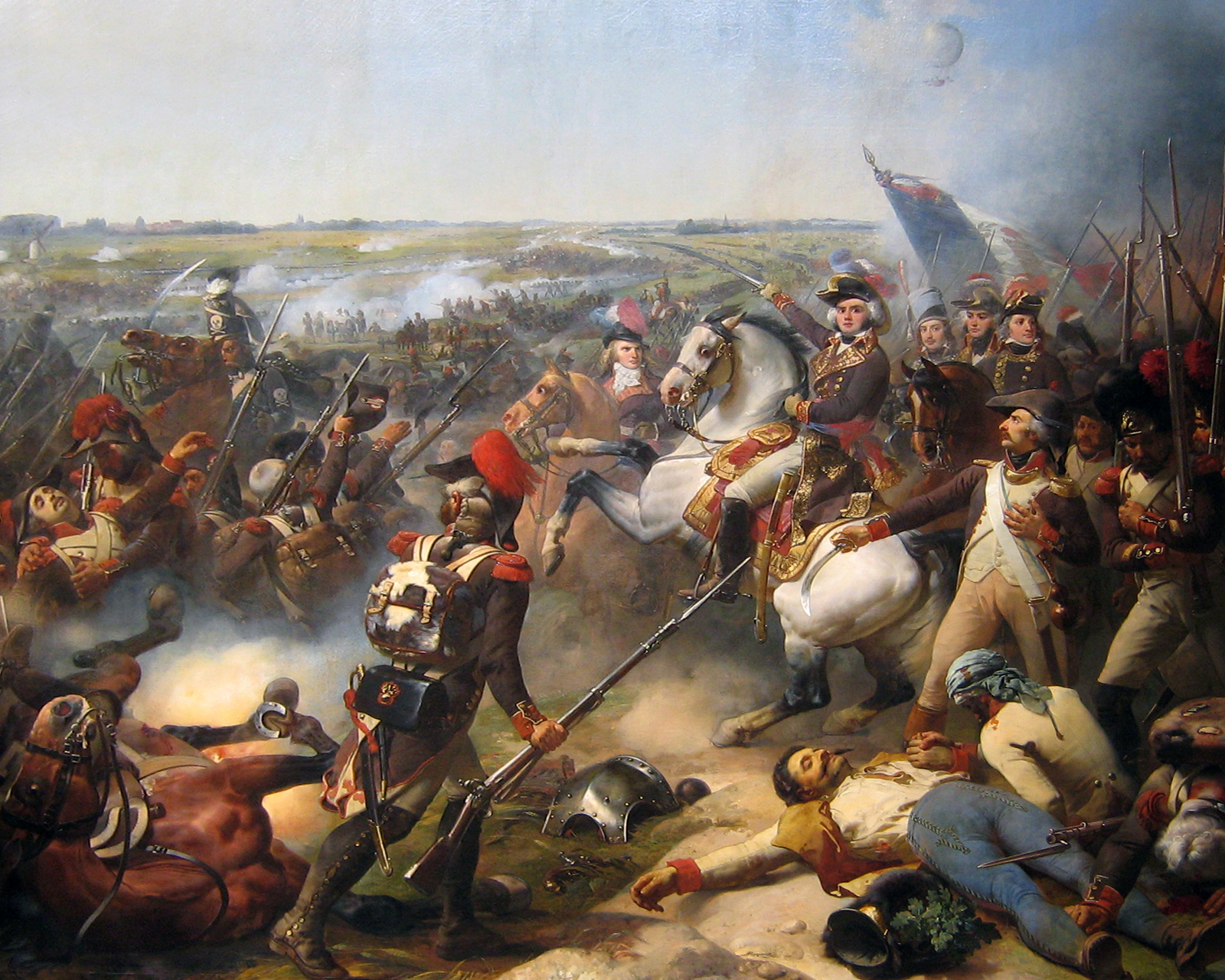
O exército revolucionário francês derrotou os exércitos combinados de austríacos, holandeses e britânicos em Fleurus em junho de 1794.

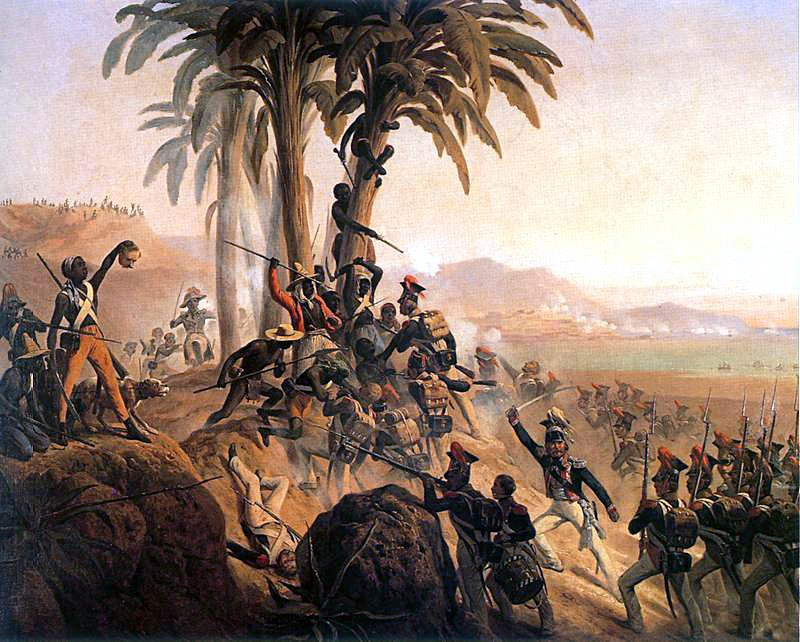
Revolução Haitiana.

De 1793 a 1815, a França se dedicou quase que continuamente (com duas breves pausas) em guerras com a Grã-Bretanha e uma mudança de coalizão de outras grandes potências. Os muitos sucessos franceses levaram à disseminação dos ideais revolucionários franceses para países vizinhos e em grande parte da Europa. No entanto, a derrota final de Napoleão em 1814 (e 1815) trouxe uma reação que reverteu algumas, mas não todas, as conquistas revolucionárias na França e na Europa. Os Bourbons foram restaurados ao trono, com o irmão do rei Luís XVI executado se tornando o rei Luís XVIII.
A política do período inevitavelmente levou a França a uma guerra com a Áustria e seus aliados. O rei, muitos feuillants e girondinos queriam fazer guerra. O rei (e muitos feuillants) esperava que a guerra aumentasse sua popularidade pessoal; ele também previu uma oportunidade de explorar qualquer derrota: qualquer resultado o tornaria mais forte. Os girondinos queriam exportar a revolução em toda a Europa e, por extensão, defender a revolução na França. As forças que se opuseram à guerra eram muito mais fracas. Barnave e seus apoiantes entre os feuillants temiam uma guerra que achavam que a França tinha poucas chances de vencer e que eles temiam que poderia levar a uma maior radicalização da revolução. No outro lado do espectro político, Robespierre opôs-se a uma guerra por dois motivos, temendo que fortalecesse a monarquia e as forças armadas às custas da revolução e que incorreria na ira das pessoas comuns na Áustria e em outros lugares. O imperador austríaco Leopoldo II, irmão de Maria Antonieta, desejava evitar a guerra, mas morreu em 1 de março de 1792. A França declarou a guerra de preferência à Áustria (20 de abril de 1792) e a Prússia juntou-se no lado austríaco algumas semanas depois. O exército prussiano invasor enfrentou pouca resistência até a Batalha de Valmy, em 20 de setembro de 1792, quando foi forçado a recuar.
A recém-nascida Primeira República Francesa acompanhou esse sucesso com uma série de vitórias na Bélgica e na Renânia no outono de 1792. Os exércitos franceses derrotaram os austríacos na Batalha de Jemappes em 6 de novembro e logo assumiram a maioria dos Países Baixos Austríacos. Isso os levou a entrar em conflito com a Grã-Bretanha e a República Holandesa, que desejava preservar a independência do sul da Holanda da França. Após a execução do rei em janeiro de 1793, essas potências, juntamente com a Espanha e a maioria dos outros Estados europeus, juntaram-se à guerra contra a França. Quase imediatamente, as forças francesas enfrentaram derrotas em muitas frentes de batalha e foram expulsas de seus territórios recentemente conquistados na primavera de 1793. Ao mesmo tempo, o regime republicano foi forçado a lidar com rebeliões contra sua autoridade em grande parte do oeste e sul da França. Mas os aliados não conseguiram aproveitar a desunião francesa e, no outono de 1793, o regime republicano havia derrotado a maioria das rebeliões internas e impedido o avanço aliado na própria França.
O impasse foi quebrado no verão de 1794 com dramáticas conquistas francesas, que derrotaram o exército aliado na Batalha de Fleurus, o que levou a uma retirada aliada completa dos Países Baixos Austríacos. Eles seguiram por uma campanha que varreu os aliados para a margem leste do rio Reno e permitiu que os franceses, no início de 1795, conquistassem a República Holandesa. A Casa de Orange foi expulsa e substituída pela República Batava, um Estado satélite francês. Essas vitórias levaram ao colapso da coalizão contra a França. A Prússia, tendo efetivamente abandonado a coalizão no outono de 1794, fez um acordo de paz com a França revolucionária em Basileia, em abril de 1795, e logo depois a Espanha também fez paz com a França. Das grandes potências, apenas a Grã-Bretanha e a Áustria permaneceram em guerra com a França.

#### Revoltas coloniais
Embora a Revolução Francesa tenha tido um impacto dramático em várias áreas da Europa, as colônias francesas sentiram uma influência particular. Como disse o autor Aimé Césaire, "havia em cada colônia francesa uma revolução específica, que ocorreu por ocasião da Revolução Francesa, em sintonia com ela". A Revolução Haitiana tornou-se um exemplo central das revoltas dos escravos nas colônias francesas. Considerada uma das três revoluções bem-sucedidas da chamada “Era das Revoluções”, a Revolução Francesa se relacionou intensamente e diretamente com a Revolução do Haiti, à época, colônia do Império francês. Nesse sentido, a Revolução Haitiana serviu como um questionamento direto aos ideais iluministas de igualdade por questionar o lugar dos homens pretos e dos escravizados no direito à igualdade e à cidadania.

#### Símbolos
Diante dos ressentimentos contra o Antigo Regime, a ruptura com a simbologia do passado foi vista ao longo da Revolução Francesa, não só com grandes acontecimentos como a Queda da Bastilha e na Declaração dos Direitos do Homem e do Cidadão. Segundo a historiadora Lynn Hunt, essa estratégia revolucionária, foi impulsionada na adoção de elementos que ressaltavam a liberdade, como a cordata tricolor - que antes remetia a cor adotada pelo Conde de Artois -, o barrete frígio e o plantio de árvores da liberdade pelos clubes jacobinos.  Ademais, com o aperfeiçoamento desses símbolos, o uso de outros baseados na Maçonaria também foram usados para representar a igualdade e a razão.